# Münsingen (Württemberg)

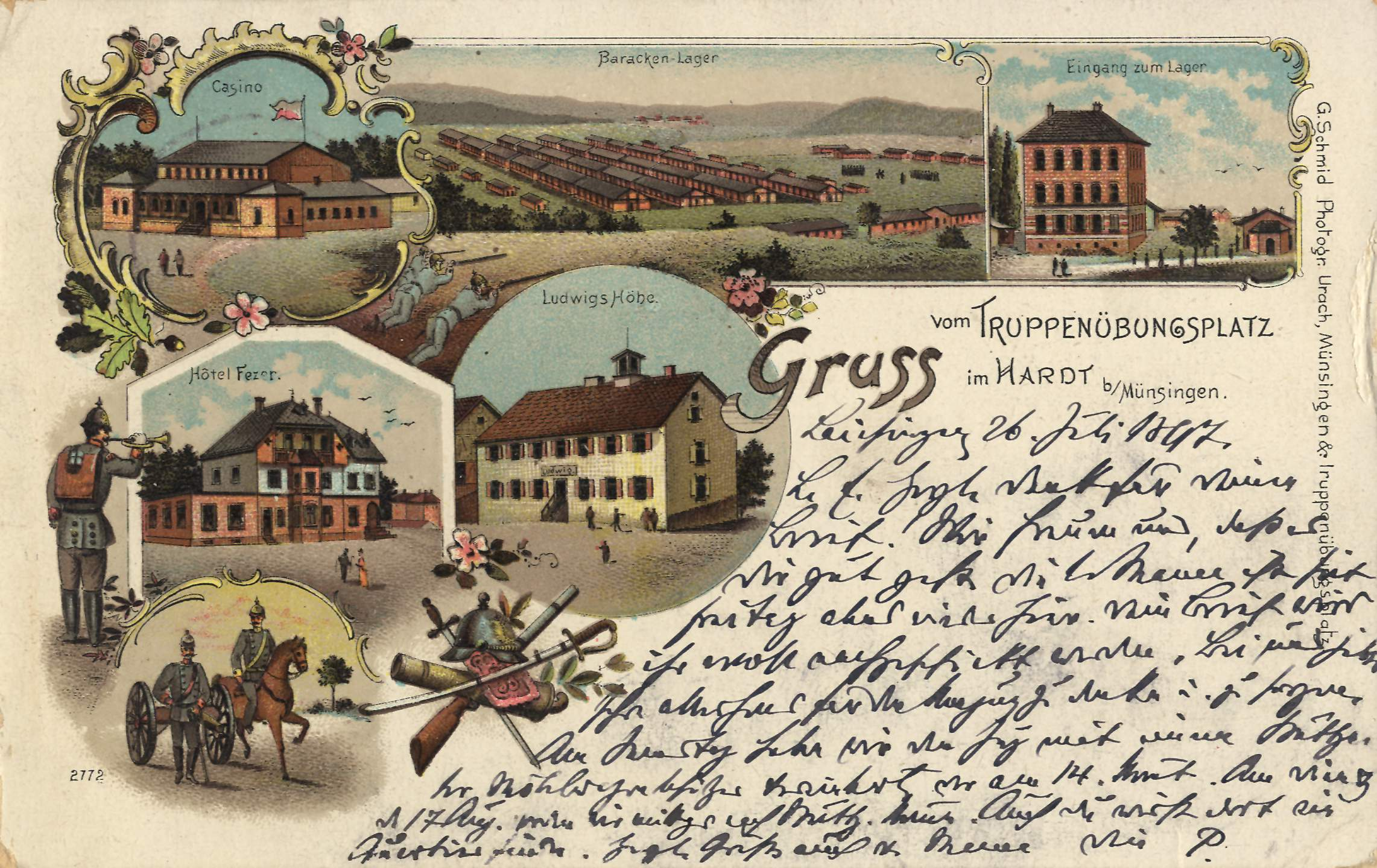
Münsingen um 1897

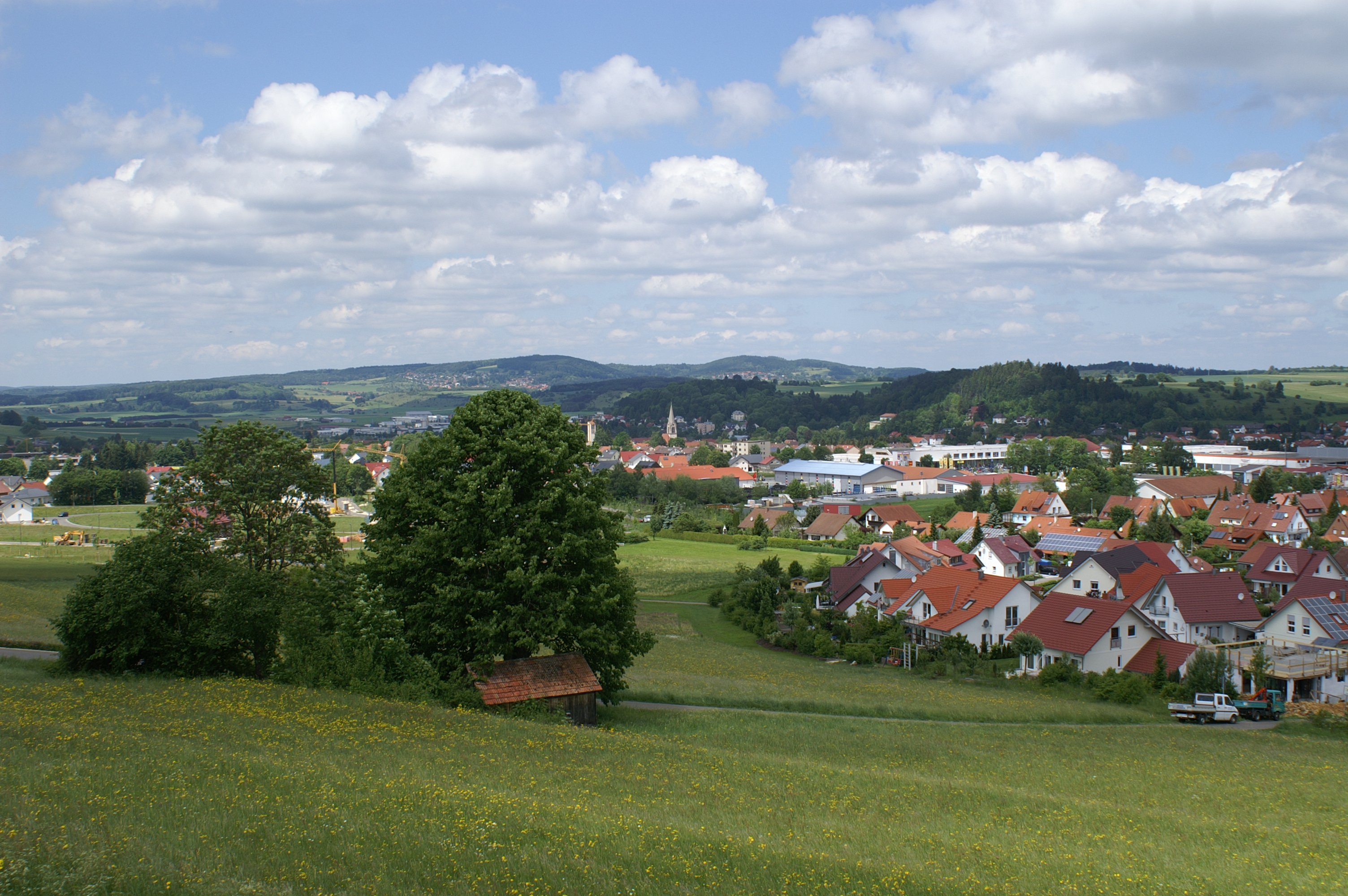
Münsingen

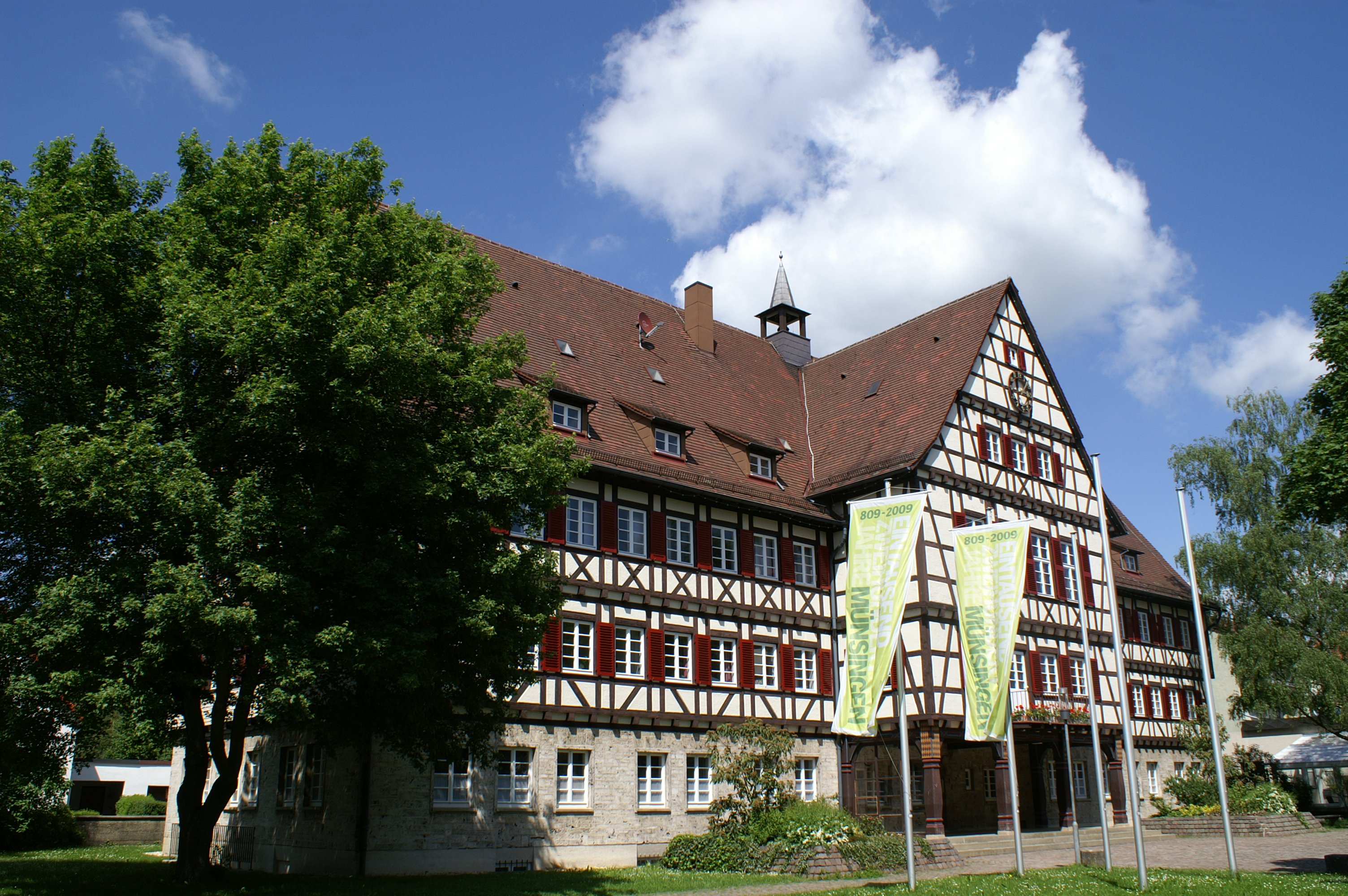
Rathaus

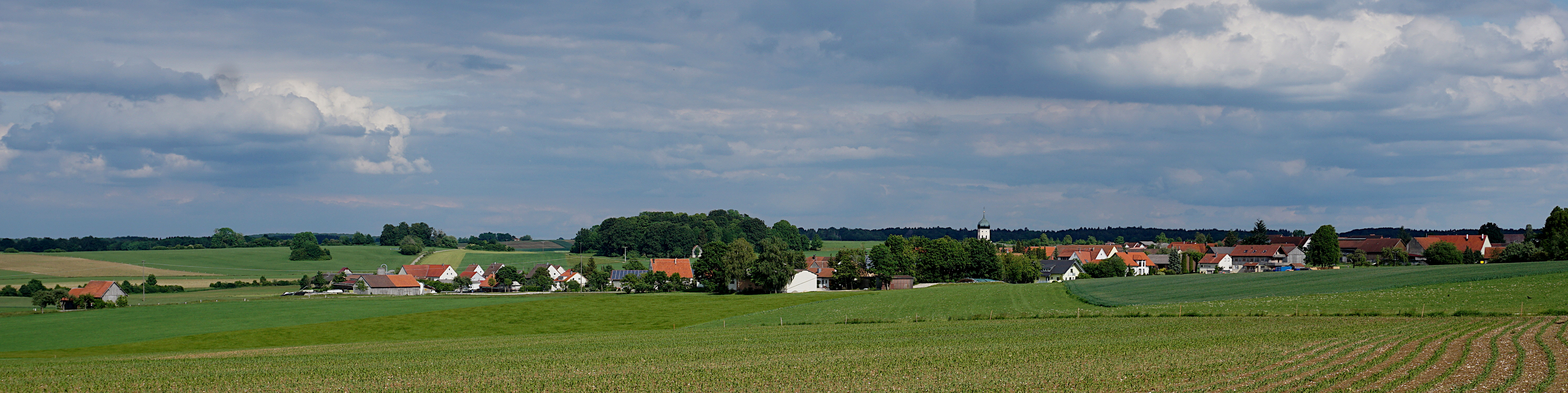
Stadtteil Bremelau von Westen aus gesehen

Münsingen ist eine Stadt im Landkreis Reutlingen in Baden-Württemberg. Mit einer Einwohnerzahl von rund 14.000 ist die zwischen Reutlingen und Ulm gelegene Stadt ein Mittelzentrum der Region Neckar-Alb. Münsingen ist die nach der Fläche größte Kommune des Landkreises Reutlingen. Ein Großteil der Gemarkung (98,5 %) gehört zum Biosphärengebiet Schwäbische Alb.

## Geographie

### Geographische Lage
Münsingen liegt auf der Schwäbischen Alb und hat neben dem Hauptort im Tal der Großen Lauter die Ortsteile Apfelstetten, Bichishausen, Buttenhausen, Gundelfingen und Hundersingen sowie auf der Albhochfläche Auingen, Böttingen, Bremelau, Dottingen, Dürrenstetten, Magolsheim, Rietheim und Trailfingen.

### Geologie
Böttingen war eines der bedeutendsten Abbaugebiete für Onyxmarmor in Europa. Das hier abgebaute Gestein wird auch als Böttinger Marmor bezeichnet. Der Abbau ruht schon seit Jahrzehnten.

### Nachbargemeinden
Folgende Städte und Gemeinden aus zwei Landkreisen grenzen an die Stadt Münsingen, aufgezählt im Uhrzeigersinn:
Bad Urach REU im Nordnordwesten,
Gutsbezirk Münsingen REU (gemeindefreies Gebiet) im Norden,
Schelklingen ADK im Osten,
Mehrstetten REU im Osten,
Ehingen ADK im Südosten,
Hayingen REU im Süden,
Hohenstein REU im Südwesten,
Gomadingen REU im Westen und
St. Johann REU im Nordwesten.

### Stadtgliederung
Die Stadt Münsingen gliedert sich in die 14 Stadtteile Apfelstetten, Auingen, Bichishausen, Böttingen, Bremelau, Buttenhausen, Dottingen, Dürrenstetten, Gundelfingen, Hundersingen, Magolsheim, Münsingen, Rietheim und Trailfingen, die bis in die 1970er Jahre selbstständige Gemeinden bildeten. Zur Stadt gehören Münsingen und 26 weitere Dörfer, Weiler, Höfe und Häuser.
Im Stadtgebiet liegen die abgegangene Burg Reichenau (Stadtteil Auingen), die Wüstungen Buchhausen (Stadtteil Bichishausen), Hochstetten und Niederweiler (Stadtteil Bremelau), Ratzenhofen, Kennenstein und Walenstetten (Stadtteil Gundelfingen), Rockenweiler (Stadtteil Hundersingen), Bertoldesbach, Fröschenhofen und Weitstetten (Stadtteil Münsingen), Elwangen und die abgegangene Burg Littstein (Stadtteil Rietheim) und Brechhöfle und Siessen im Stadtteil Trailfingen.

### Schutzgebiete
Mit den Gebieten Höhnriß-Neuben, Kälberberg-Hochberg, Seetalhalde-Galgenberg, Schopflochberg und Eckenlauh-Weißgerberberg im nördlich der Stadt und der Buttenhausener Eichhalde im Lautertal gibt es auf der Gemeindefläche insgesamt sechs Naturschutzgebiete. Im Norden liegen die Landschaftsschutzgebiete Sommerschafweide auf Elwangen (Urenbühl) und Sommerschafweide am Eichholz. Im Südwesten hat die Stadt Anteile am Landschaftsschutzgebiet Großes Lautertal. Weitere Landschaftsschutzgebiete sind die Sommerschafweide in Lindenhalde und Wiesensteigtrieb bei Bremelau, die Heckenlandschaft ob der Halde bei Apfelstetten, die Sommerschafweide auf Hagbühl und auf Breitelau bei Hundersingen und die Sommerschafweide am Pfaffenburren bei Gundelfingen. Die Stadt hat Anteile an den FFH-Gebieten Großes Lautertal und Landgericht und Münsinger Alb sowie zu kleineren Teilen an der Uracher Talspinne und am Tiefental und Schmiechtal. Zudem hat die Stadt Anteil an den beiden Vogelschutzgebieten Mittlere Schwäbische Alb im Norden und Täler der Mittleren Flächenalb im Süden.
Die Stadtfläche gehört zum größten Teil zum Biosphärengebiet Schwäbische Alb. Größere Kernzonen sind am Schlossrain bei Hundersingen, an der Holderheide bei Wittsteig sowie am Föhrenberg und am Kohlteich im Norden ausgewiesen.

## Geschichte

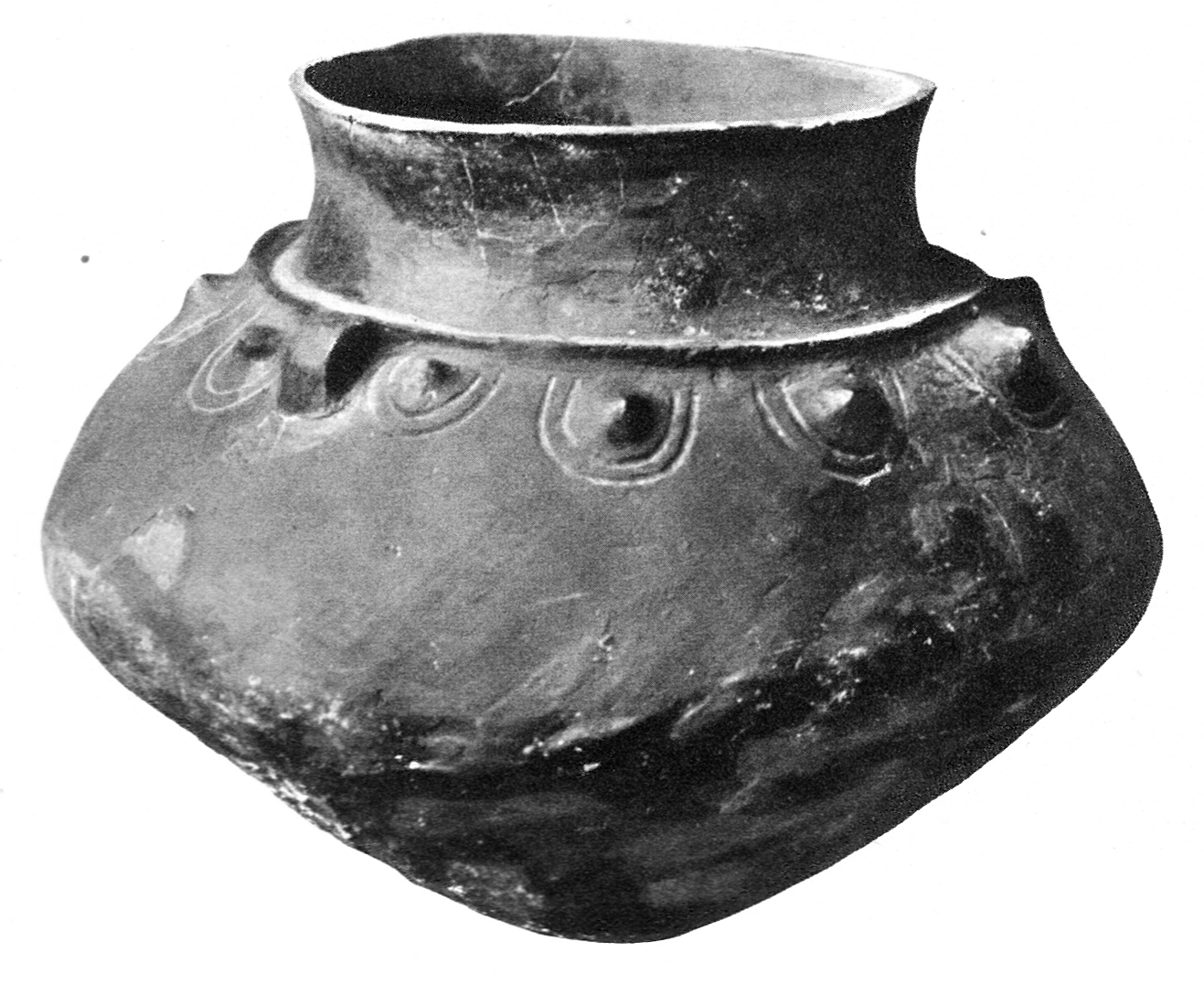
Buckelurne von Münsingen

### Bis zum 19. Jahrhundert
Der Name Münsingen geht wahrscheinlich auf einen alemannischen Sippenführer Munigis zurück, der auf dem heutigen Stadtgebiet einer Huntare vorstand. 775 taucht dann der Name erstmals in einer Schenkungsurkunde des Klosters Lorsch auf. Eine weitere frühe urkundliche Erwähnung ist aus dem Jahr 809 (Корie 12. Jahrhundert) unter dem Namen villa Munigesinga. Münsingen gehört zur älteste Siedlungsschicht, wie mehrere Fundstellen von Reihengräbern im nördlichen, nordöstlichen und westlichen Stadtgebiet belegen. Es war Hauptort der zwischen 769 und 778 genannten Munigesinger marca, die sich von Seeburg (Bad Urach) mit sichtbaren Klammern korrigiert bis Gundelfingen erstreckte. Ein Hinweis auf die Bedeutung des Ortes im frühen Mittelalter ist das Martinspatrozinium der ältesten Kirche in Münsingen; im heutigen Baden-Württemberg gehen diese Kirchen oft auf die Zeit der Christianisierung im 7. Jahrhundert zurück.
Nach der Frankenherrschaft ging der Ort an die Grafschaft Urach, welche ihn 1263 an Ulrich I. von Württemberg verkaufte. 1339 erhielt Münsingen das Stadtrecht. Bei der Teilung von Württemberg durch den Nürtinger Vertrag von 1441 wurde Münsingen dem Uracher Teil zugeschlagen, bis hier 1482 im Münsinger Vertrag die Wiedervereinigung der Grafschaft Württemberg abgeschlossen wurde. Am 23. Oktober 1654 wurde Münsingen zur Amtsstadt erhoben.
Die Größe und Bedeutung Münsingens auch in der frühen Neuzeit war eine Folge seiner strategische Lage. Münsingen war der württembergische Widerpart gegenüber der vorderösterreichischen Donaustadt Ehingen. Nach den erheblichen Gebietszuwächsen des nun zum Königreich Württemberg erhobenen Herzogtums, die durch den Reichsdeputationshauptschluss und die Rheinbundakte begründet waren, wurde auch das Oberamt Münsingen Anfang des 19. Jahrhunderts um viele neuwürttembergische Gebiete erweitert. 1893 erreichte der Bau der Eisenbahn Münsingen, womit der Anschluss an das Streckennetz der Württembergischen Staatsbahn kam.
Bei Münsingen befinden sich folgende Burgruinen und Burgreste: Burg Bichishausen, Burg Buttenhausen, Burg Hohengundelfingen, Burg Hohenhundersingen, Burg Hohloch, Ruine Niedergundelfingen.
Von kulturhistorischer Bedeutung ist der Böttinger Marmor, der 1750 beim Bau eines Wohnhauses zufällig entdeckt worden sein soll. Er wurde im 18. Jahrhundert im Marmorsaal und Treppenhaus des Neuen Schlosses in Stuttgart verbaut. Steinbrüche, die sich im Nordosten von Böttingen erstreckten, wurden 1964 geschlossen und sind wegen Steinschlaggefahren nicht betretbar.

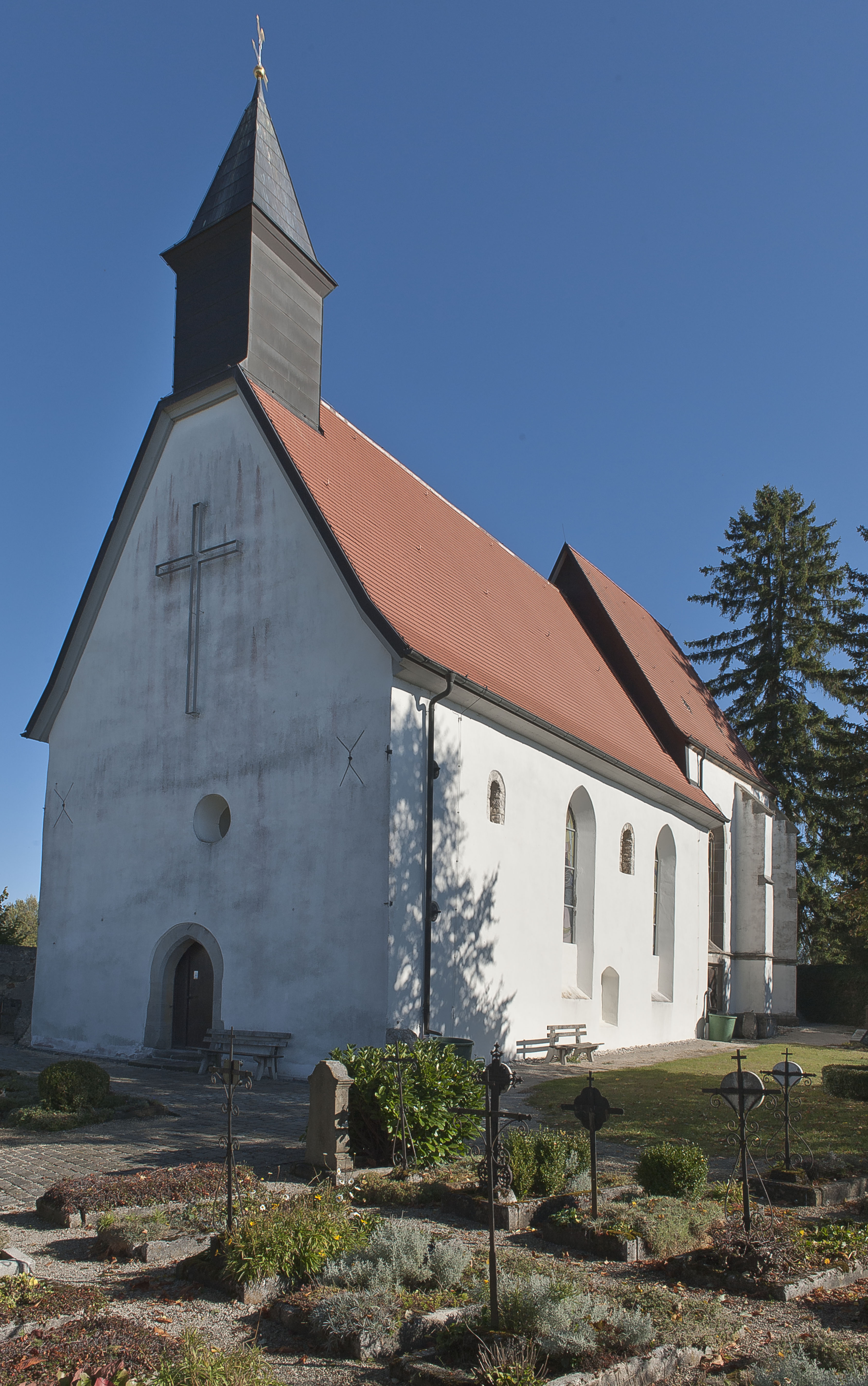
Die Stephanuskirche in Gruorn

### 20. und 21. Jahrhundert
Im Jahr 1895 begann die württembergische Armee auf dem Markungsgebiet mit der Errichtung eines Truppenübungsplatzes für das XIII. Armee-Korps. Im Dritten Reich wurde er von der Wehrmacht erneut genutzt und 1942 zum gemeindefreien Gebiet Gutsbezirk Münsingen erklärt. Dort wurde 1944 die Russische Befreiungsarmee unter Andrei Andrejewitsch Wlassow aufgestellt. Das 1915 errichtete Neue Lager, das seit 1965 Herzog-Albrecht-Kaserne hieß, wurde am 31. März 2004 endgültig geschlossen. Das Kasernengelände wurde von der Gemeinde in eine Parksiedlung umgewandelt. Seit April 2006 sind der 6698 ha große ehemalige Truppenübungsplatz und die ehemalige Gemeinde Gruorn auf ausgewiesenen Wegen für die Öffentlichkeit zugänglich.
Bei der Verwaltungsreform während der NS-Zeit in Württemberg wurde Münsingen ab 1938 Kreisstadt des Landkreises Münsingen. 1945 wurde die Stadt Teil der Französischen Besatzungszone und erfuhr somit 1947 die Zuordnung zum neu gegründeten Land Württemberg-Hohenzollern, welches 1952 im Land Baden-Württemberg aufging.
In der Nacht vom 3. auf den 4. Juni 1957 zerstörten mehrere Dutzend der ca. 450 Einwohner der Gemeinde Magolsheim in gemeinschaftlicher Aktion ein Wohnhaus, in dem am nächsten Tag eine Sinti-Familie einziehen wollte. Zuvor hatte die Gemeinde Magolsheim über alle möglichen Wege versucht, den Zuzug dieser Familie zu verhindern. Als dies nicht gelang, griffen die Einheimischen zur Selbstjustiz und schleiften das zweigeschossige Haus bis auf die Grundmauern. In einem Prozess 1958 wurden 31 Personen wegen Landfriedensbruchs und der Zerstörung von Bauwerken zu Gefängnisstrafen auf Bewährung verurteilt, in der Einschätzung weiter Teile der Öffentlichkeit waren sie jedoch „moralisch im Recht“. Die „Affäre Magolsheim“ war eines der deutlichsten Zeichen eines immer noch weit verbreiteten Antiziganismus in der Bundesrepublik Deutschland.
Nach der Auflösung des Landkreises Münsingen im Rahmen der Kreisreform in Baden-Württemberg fiel die Stadt 1973 an den Landkreis Reutlingen.

### Eingemeindungen

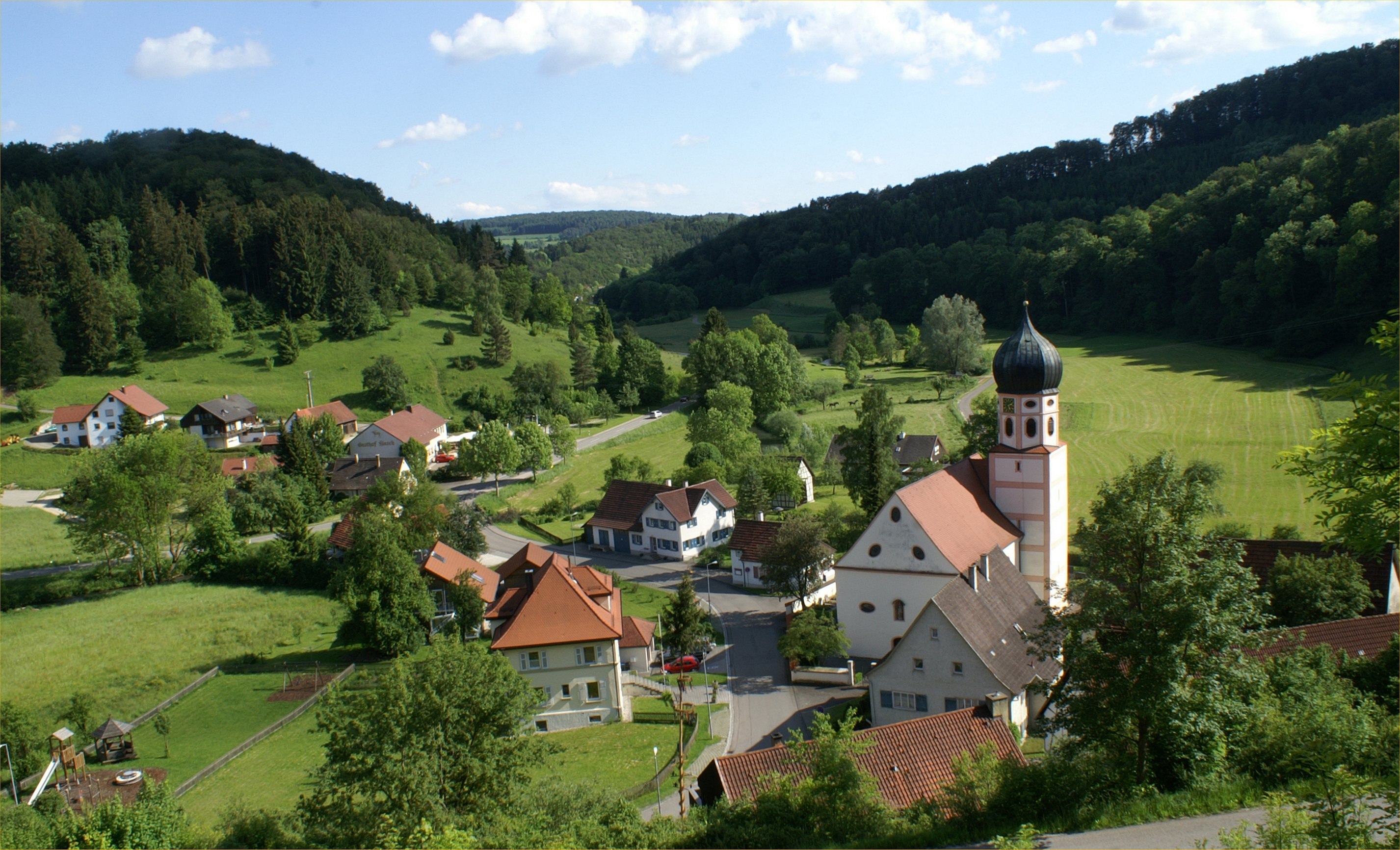
Bichishausen im Großen Lautertal

Dürrenstetten wurde bereits 1822 mit Gundelfingen vereinigt. Im Zuge der Gemeindegebietsreform in Baden-Württemberg wurden die folgenden bis dahin selbstständigen Gemeinden nach Münsingen eingemeindet:
- 1. Juli 1971: Auingen, Böttingen und Dottingen[5]
- 1. Januar 1974: Apfelstetten und Gundelfingen[6]
- 1. April 1974: Bremelau und Trailfingen[6]
- 1. Januar 1975: Bichishausen, Buttenhausen, Hundersingen, Magolsheim und Rietheim[7]

Im Zuge der Rekommunalisierung des gemeindefreien Gutsbezirks Münsingen (Landkreis Reutlingen) wurden am 1. Januar 2011 die an Auingen angrenzenden Wohngebiete „Königstraße“, „Am Kapf“ und der öffentliche Wohnbereich „Altes Lager“ mit einer Gesamtfläche von 96,3 Hektar und 41 Einwohnern nach Münsingen umgemeindet.

## Religionen

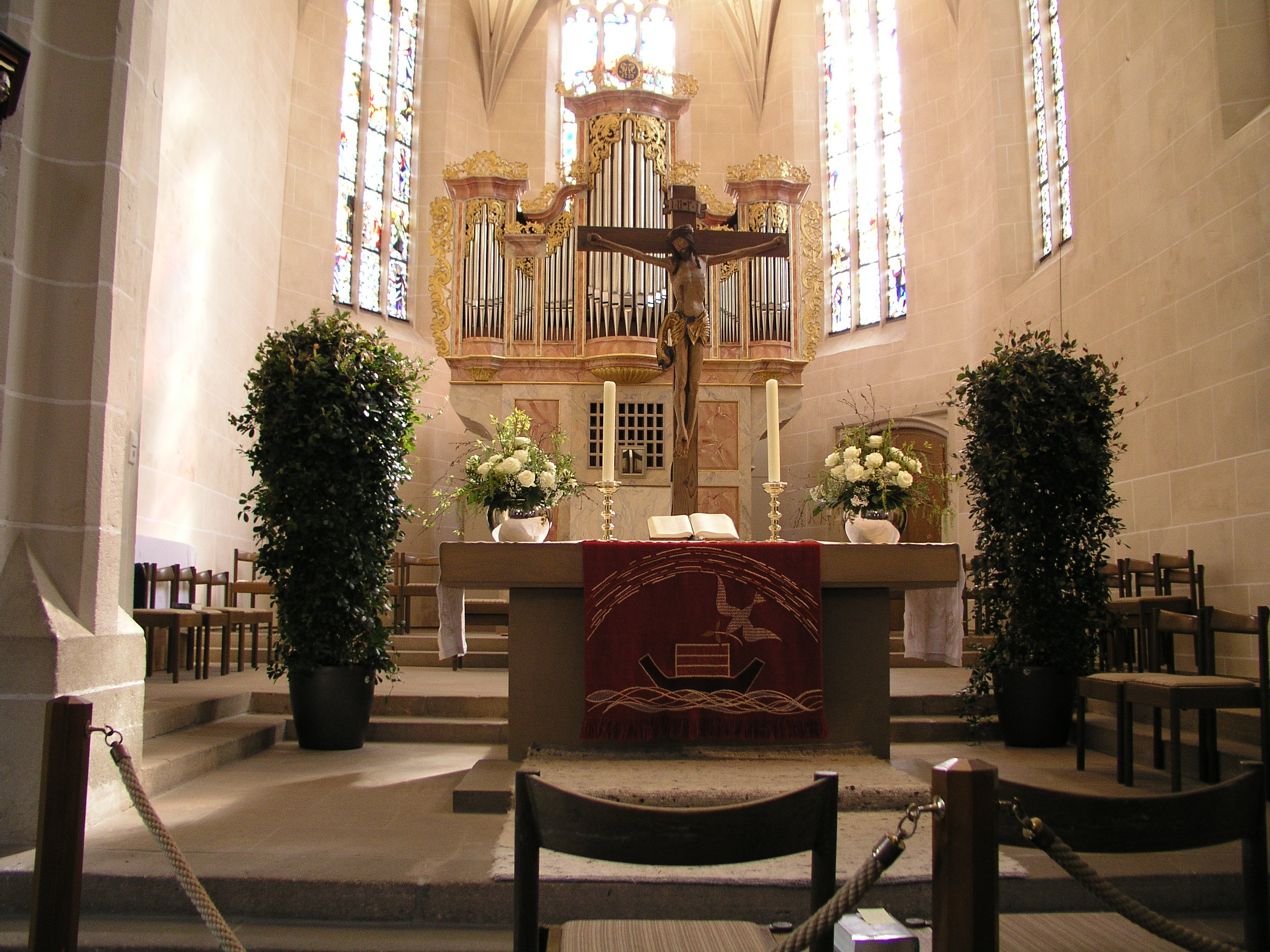
Martinskirche Innenansicht

Die Münsinger Kirche wurde 804 erstmals genannt. Religiös entstammt die Kernstadt Münsingen wie auch die Stadtteile Apfelstetten, Auingen, Böttingen, Buttenhausen, Dottingen, Hundersingen, Rietheim und Trailfingen aus dem lutherischen Umfeld Altwürttembergs. Die Reformation wurde hier 1537 eingeführt. Durch den Stadtteil Magolsheim verlief die Grenze zwischen Württemberg und Vorderösterreich. Durch diese Besonderheit hat dieser kleine Ort zwei Kirchen (evangelisch und katholisch). Die anderen Stadtteile Bichishausen, Gundelfingen und Bremelau sind durch ihre frühere fürstenbergische bzw. vorderösterreichische Zugehörigkeit römisch-katholisch geprägt.
Die Stadt war Sitz des Kirchenbezirks Münsingen der Evangelischen Landeskirche in Württemberg, bevor dieser am 1. Dezember 2013 mit dem Nachbarbezirk Bad Urach zum Kirchenbezirk Bad Urach-Münsingen fusionierte.
Die Katholiken gehören zur Seelsorgeeinheit Münsingen im Dekanat Reutlingen-Zwiefalten des Bistums Rottenburg-Stuttgart.
Neben den beiden großen Konfessionen sind heute auch die Neuapostolische Kirche, die Baptisten, die evangelisch-methodistische Kirche und die Biblische Glaubensgemeinde Münsingen in Münsingen vertreten.

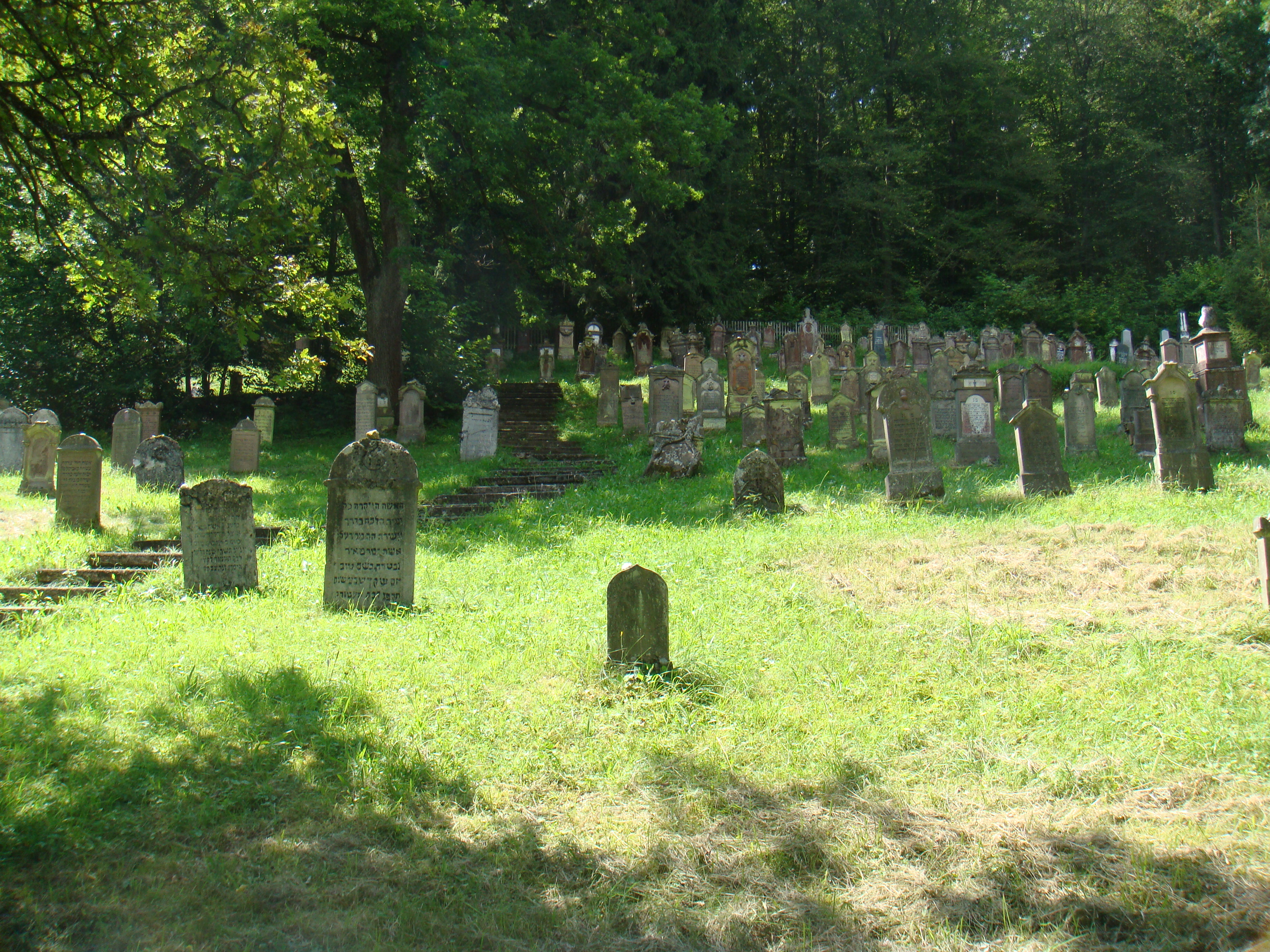
Jüdischer Friedhof in Buttenhausen

Im heutigen Ortsteil Buttenhausen bestand eine jüdische Gemeinde. Der Anteil jüdischer Familien am Ort war sehr hoch, ebenso ihre Integration in der Bevölkerung. Beim Novemberpogrom 1938 musste daher der angerückte SA-Trupp erst den Bürgermeister festnehmen, der sich hartnäckig gegen die Schändung der Synagoge wehrte. Dann wurde das Gotteshaus niedergebrannt, und die noch verbliebenen Familien wurden in der Folgezeit deportiert und somit Opfer der Shoa. Am ehemaligen Standort An der Mühlsteige erinnert ein Stein an dieses Geschehen. Zudem wurde 1961 in der Ortsmitte ein Mahnmal mit den Namen der 45 ermordeten jüdischen Einwohner errichtet. Der jüdische Friedhof, der von 1787 bis 1943 genutzt wurde, erhielt einen Gedenkstein.
Daneben gibt es in Münsingen eine Moschee, welche von der Türkisch-Islamischen Gemeinde zu Münsingen e. V., einem Verein unter dem Dachverband DİTİB, betrieben wird. Die Gemeinde hat ca. 70 Mitglieder.

## Politik

### Gemeinderat
In Münsingen wird der Gemeinderat nach dem Verfahren der unechten Teilortswahl gewählt. Dabei kann sich die Zahl der Gemeinderäte durch Überhangmandate verändern. Der Gemeinderat in Münsingen hat nach der letzten Wahl 27 Mitglieder (2019: 26). Die Kommunalwahl am 9. Juni 2024 führte zu folgendem vorläufigen Endergebnis. Der Gemeinderat besteht aus den gewählten ehrenamtlichen Gemeinderäten und dem Bürgermeister als Vorsitzendem. Der Bürgermeister ist im Gemeinderat stimmberechtigt.
| Parteien und Wählergemeinschaften | Parteien und Wählergemeinschaften           | % 2024  | Sitze 2024 | % 2019 | Sitze 2019 | Kommunalwahl 2024 %3020100 26,03 %23,45 %19,65 %20,61 %10,26 % SPDFWCDULBGrüneGewinne und Verlusteim Vergleich zu 2019 %p 20 18 16 14 12 10 8 6 4 2 0 −2 −4 −6 −8−6,57 %p−5,05 %p+19,65 %p−4,79 %p−3,34 %pSPDFWCDULBGrüne |
| SPD                               | Sozialdemokratische Partei Deutschlands     | 26,03   | 7          | 32,6   | 8          | Kommunalwahl 2024 %3020100 26,03 %23,45 %19,65 %20,61 %10,26 % SPDFWCDULBGrüneGewinne und Verlusteim Vergleich zu 2019 %p 20 18 16 14 12 10 8 6 4 2 0 −2 −4 −6 −8−6,57 %p−5,05 %p+19,65 %p−4,79 %p−3,34 %pSPDFWCDULBGrüne |
| FW                                | Freie Wählervereinigung                     | 23,45   | 6          | 28,5   | 7          | Kommunalwahl 2024 %3020100 26,03 %23,45 %19,65 %20,61 %10,26 % SPDFWCDULBGrüneGewinne und Verlusteim Vergleich zu 2019 %p 20 18 16 14 12 10 8 6 4 2 0 −2 −4 −6 −8−6,57 %p−5,05 %p+19,65 %p−4,79 %p−3,34 %pSPDFWCDULBGrüne |
| CDU                               | Christlich Demokratische Union Deutschlands | 19,65   | 5          | –      | –          | Kommunalwahl 2024 %3020100 26,03 %23,45 %19,65 %20,61 %10,26 % SPDFWCDULBGrüneGewinne und Verlusteim Vergleich zu 2019 %p 20 18 16 14 12 10 8 6 4 2 0 −2 −4 −6 −8−6,57 %p−5,05 %p+19,65 %p−4,79 %p−3,34 %pSPDFWCDULBGrüne |
| LB                                | Liberale Bürger                             | 20,61   | 6          | 25,4   | 7          | Kommunalwahl 2024 %3020100 26,03 %23,45 %19,65 %20,61 %10,26 % SPDFWCDULBGrüneGewinne und Verlusteim Vergleich zu 2019 %p 20 18 16 14 12 10 8 6 4 2 0 −2 −4 −6 −8−6,57 %p−5,05 %p+19,65 %p−4,79 %p−3,34 %pSPDFWCDULBGrüne |
| GRÜNE                             | Bündnis 90/Die Grünen                       | 10,26   | 3          | 13,6   | 4          | Kommunalwahl 2024 %3020100 26,03 %23,45 %19,65 %20,61 %10,26 % SPDFWCDULBGrüneGewinne und Verlusteim Vergleich zu 2019 %p 20 18 16 14 12 10 8 6 4 2 0 −2 −4 −6 −8−6,57 %p−5,05 %p+19,65 %p−4,79 %p−3,34 %pSPDFWCDULBGrüne |
| gesamt                            | gesamt                                      | 100,0   | 27         | 100,0  | 26         | Kommunalwahl 2024 %3020100 26,03 %23,45 %19,65 %20,61 %10,26 % SPDFWCDULBGrüneGewinne und Verlusteim Vergleich zu 2019 %p 20 18 16 14 12 10 8 6 4 2 0 −2 −4 −6 −8−6,57 %p−5,05 %p+19,65 %p−4,79 %p−3,34 %pSPDFWCDULBGrüne |
| Wahlbeteiligung                   | Wahlbeteiligung                             | 59,98 % | 59,98 %    | 57,5 % | 57,5 %     | Kommunalwahl 2024 %3020100 26,03 %23,45 %19,65 %20,61 %10,26 % SPDFWCDULBGrüneGewinne und Verlusteim Vergleich zu 2019 %p 20 18 16 14 12 10 8 6 4 2 0 −2 −4 −6 −8−6,57 %p−5,05 %p+19,65 %p−4,79 %p−3,34 %pSPDFWCDULBGrüne |

Bei den Kommunalwahlen in Baden-Württemberg 2019 stellte der Münsinger Stadtverband der CDU – nach offiziellen Angaben aufgrund ungenügender Bereitschaft der örtlichen Parteimitglieder zu einer Kandidatur – keine eigene Wahlliste für die Gemeinderatswahl auf und trat somit nicht zur Wahl in Münsingen an.

### Bürgermeister
Der Bürgermeister wird für eine Amtszeit von acht Jahren gewählt. Die derzeitige Amtszeit von Mike Münzing endet 2029.
- um 1510: Jakob Ilsenbrand
- Ludwig Neuffer (seine Tochter Margaretha heiratete Hans Hawysen)

Stadtflagge von Münsingen

- 1587: Hans Hawysen
- 1849–1853: Jakob Bosler
- 1900–1922: August Wörner
- 1922–1945: Otto Werner
- 1945–1949: Eugen Hahn
- 1949–1971: Erwin Volz
- 1971–1981: Heinz Kälberer (FW)
- 1981–1997: Rolf Keller
- seit 1997: Mike Münzing (SPD)

### Hoheitszeichen der Stadt
| Wappen der Stadt Münsingen | Blasonierung: „In Silber eine liegende vierendige schwarze Hirschstange.“ |
| Wappen der Stadt Münsingen | Wappenbegründung: Münsingen wurde im 13. Jahrhundert Residenz der Haus Württemberg. Die Stadtrechte wurden zwischen 1263 und 1339 verliehen. Das älteste Siegel stammt aus dem Jahr 1339 und zeigt eine Hirschstange aus dem württembergischen Wappen. Spätere Siegel und Wappen zeigten drei Hirschstangen und einen roten Bord, aber im späten 17. Jahrhundert wurde der Bord wieder entfernt. Anfang des 20. Jahrhunderts wurden die beiden zusätzlichen Hirschstangen entfernt und das historische Wappen wiederhergestellt. Vor 1948 war die Farbe des Schildes nicht klar, Otto Hupp verwendete das goldene Feld des Wappens derer von Württemberg. Wappen und Flagge der Stadt wurden am 18. Dezember 1972 vom Innenministerium Baden-Württembergs genehmigt. |

Wappen der früheren Gemeinden

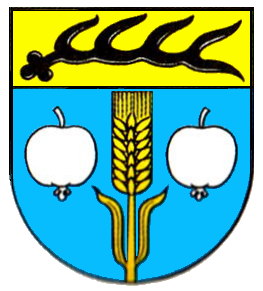
Apfelstetten
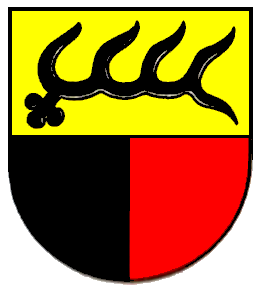
Auingen
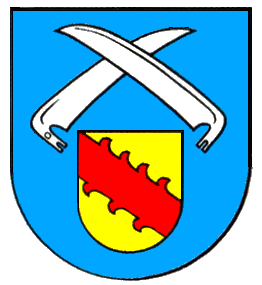
Bichishausen
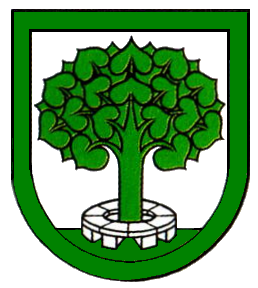
Böttingen
Bremelau
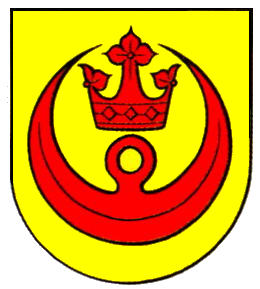
Buttenhausen
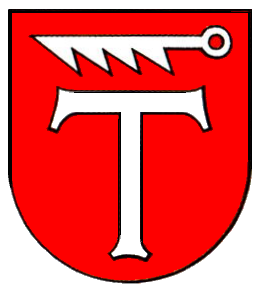
Dottingen
Gundelfingen
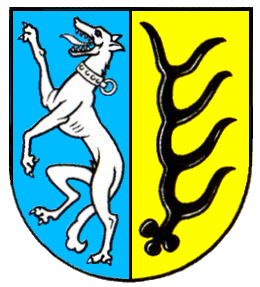
Hundersingen
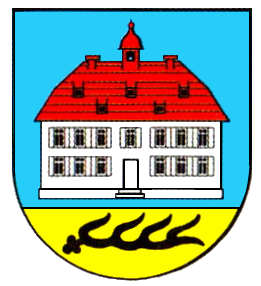
Magolsheim
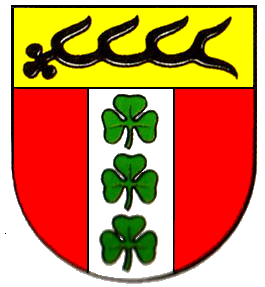
Rietheim
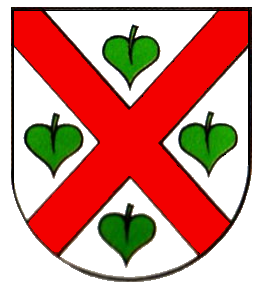
Trailfingen

### Städtepartnerschaften
Mit den folgenden Städten unterhält Münsingen eine offizielle Gemeindepartnerschaft:
- Beaupréau-en-Mauges in Frankreich
- Mezöbereny in Ungarn

Darüber hinaus pflegt das württembergische Münsingen freundschaftliche Beziehungen zum gleichnamigen Münsingen im Kanton Bern in der Schweiz.
Die Kirchengemeinde Münsingen fördert außerdem ein Straßenkinderprojekt in Eldoret in Kenia und wird hierbei von der Stadt unterstützt.

## Kultur und Sehenswürdigkeiten

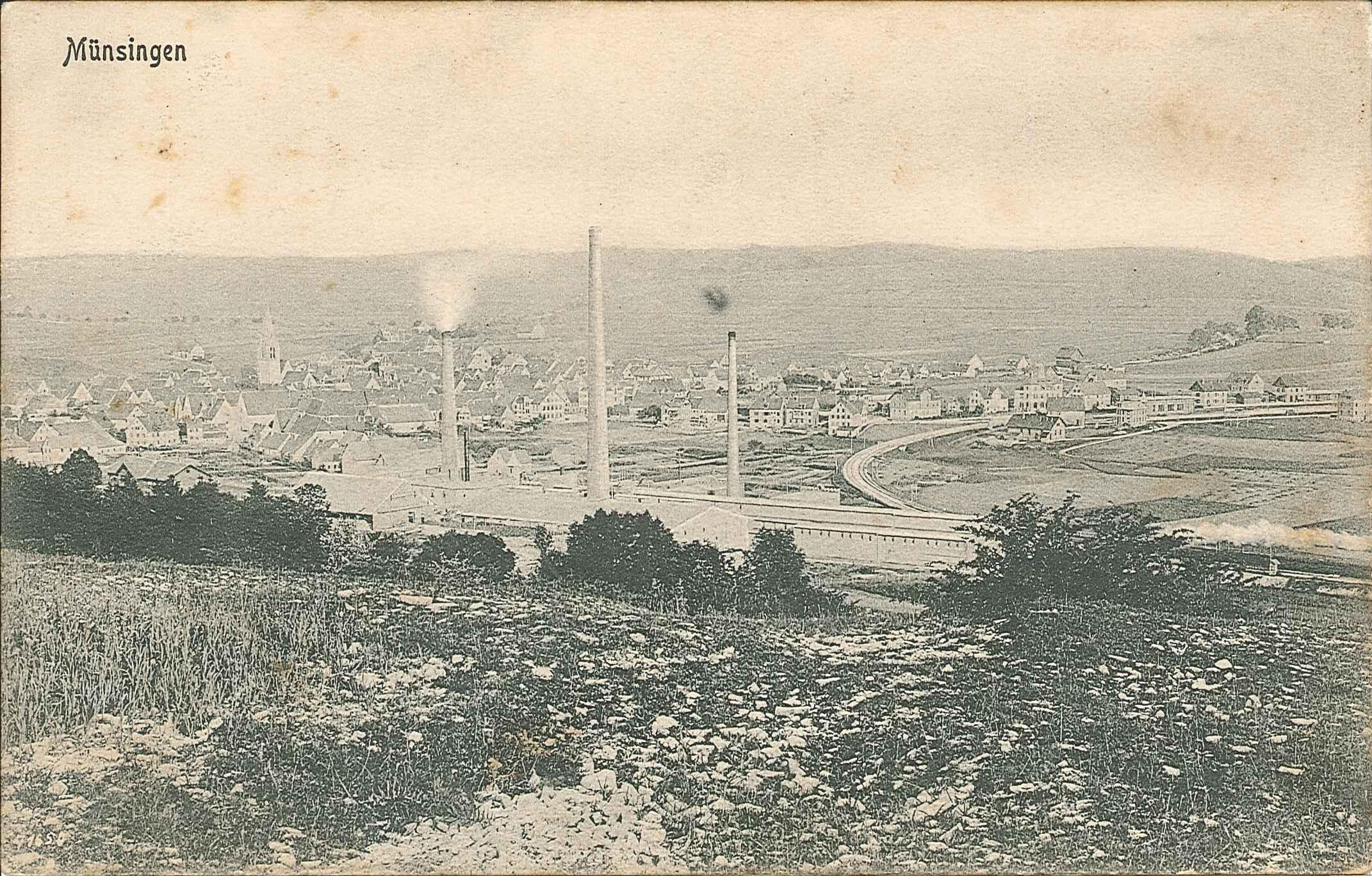
Münsingen. Postkarte, um 1910

Münsingen liegt an der Schwäbischen Dichterstraße, die an vielen Sehenswürdigkeiten vorbeiführt.

### Musik
Die musikalische Kultur Münsingens wird hauptsächlich von den örtlichen musiktreibenden Vereinen getragen. Mit den Posaunenchören in Münsingen, Auingen, Hundersingen-Buttenhausen und Dottingen, der Stadtkapelle Münsingen und den Musikvereinen Böttingen, Magolsheim und Rietheim sind viele Vereine im Bereich der Blasmusik aktiv.
Daneben gibt es mehrere Kirchenchöre, sowie die weltlichen Sängergemeinschaften „Liederkranz Münsingen“, Männergesangverein Apfelstetten, Sängerbund Buttenhausen, Liederkranz Dottingen, Liedertafel Hundersingen, Männer-Gesangverein Trailfingen und den Chor des EJW Bezirk Münsingen. Außerdem gibt es noch die Gesellschaft der Musikfreunde Münsingen und das Akkordeonorchester Münsingen. Die Hard-Rock-Band Kissin’ Dynamite kommt aus Burladingen und Münsingen.

### Bauwerke
Sehenswerte Bauwerke in Münsingen sind das historische Alte Rathaus aus dem Jahr 1550, sowie dessen Nachfolger, das Neue Rathaus im Heimatschutzarchitektur-Stil, das zwischen 1935 und 1937 erbaut wurde. Die Zehntscheuer stammt aus dem 17. Jahrhundert und ist seit der Sanierung 2002 ein Kulturzentrum mit der Bezeichnung Bürgerhaus Zehntscheuer. Das „Alte Lager“ als historisches Gelände mit über 140 Gebäuden für bis zu 5200 Soldaten; früher Soldatenunterkunft des ehemaligen Truppenübungsplatzes. Die Alte Poststation ist ein Fachwerkgebäude aus dem 16. Jahrhundert. Sehenswert sind außerdem der Marktbrunnen und die 1495 durch Peter von Koblenz vollendete Martinskirche.
Im Stadtteil Buttenhausen steht das Schloss Buttenhausen und befindet sich ein jüdischer Friedhof. Außerdem existieren mehrere Burgruinen im Lautertal, die Burg Hohenhundersingen, Burg Bichishausen, Burg Hohengundelfingen und die Ruine Niedergundelfingen.

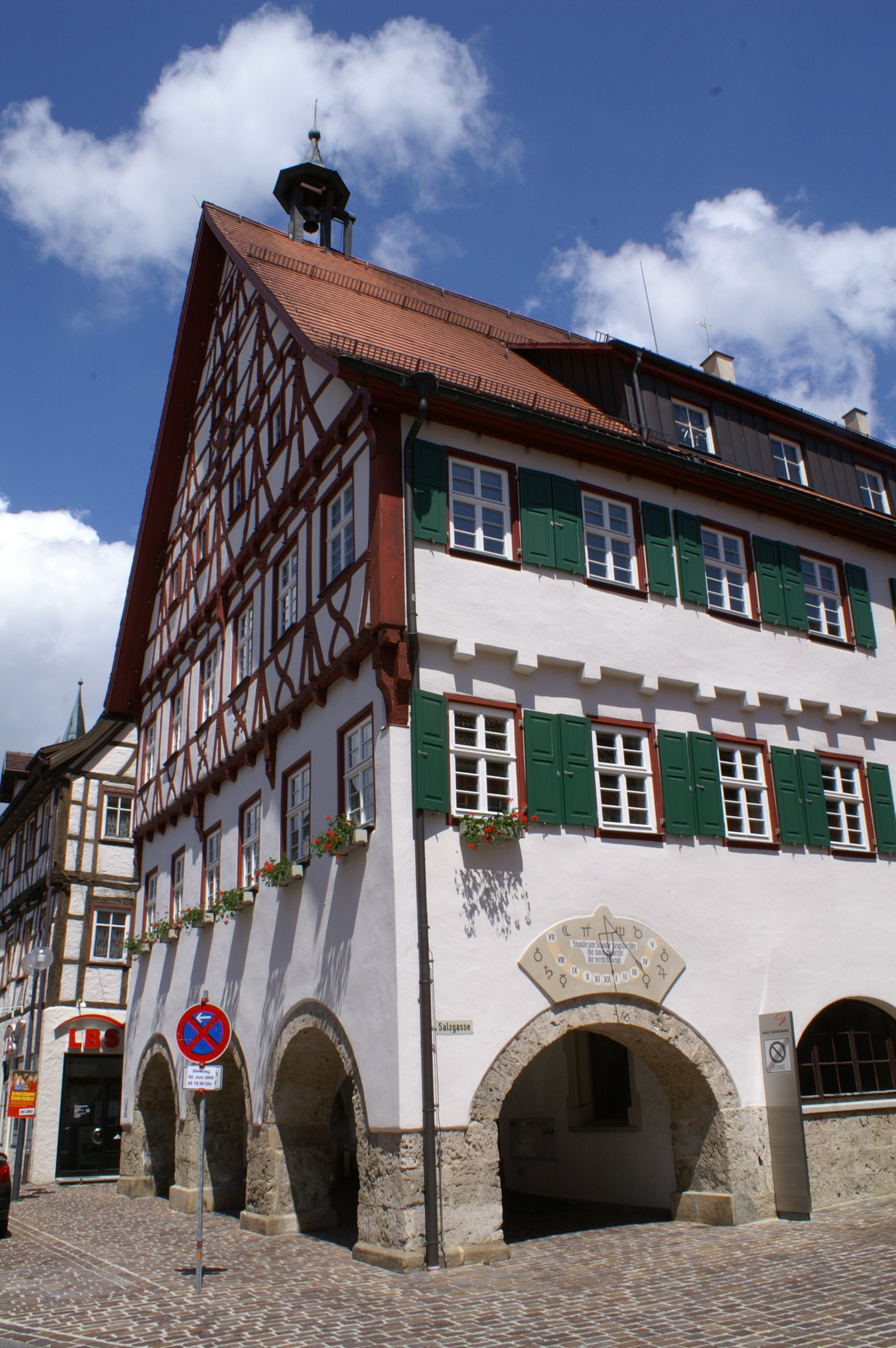
Altes Rathaus
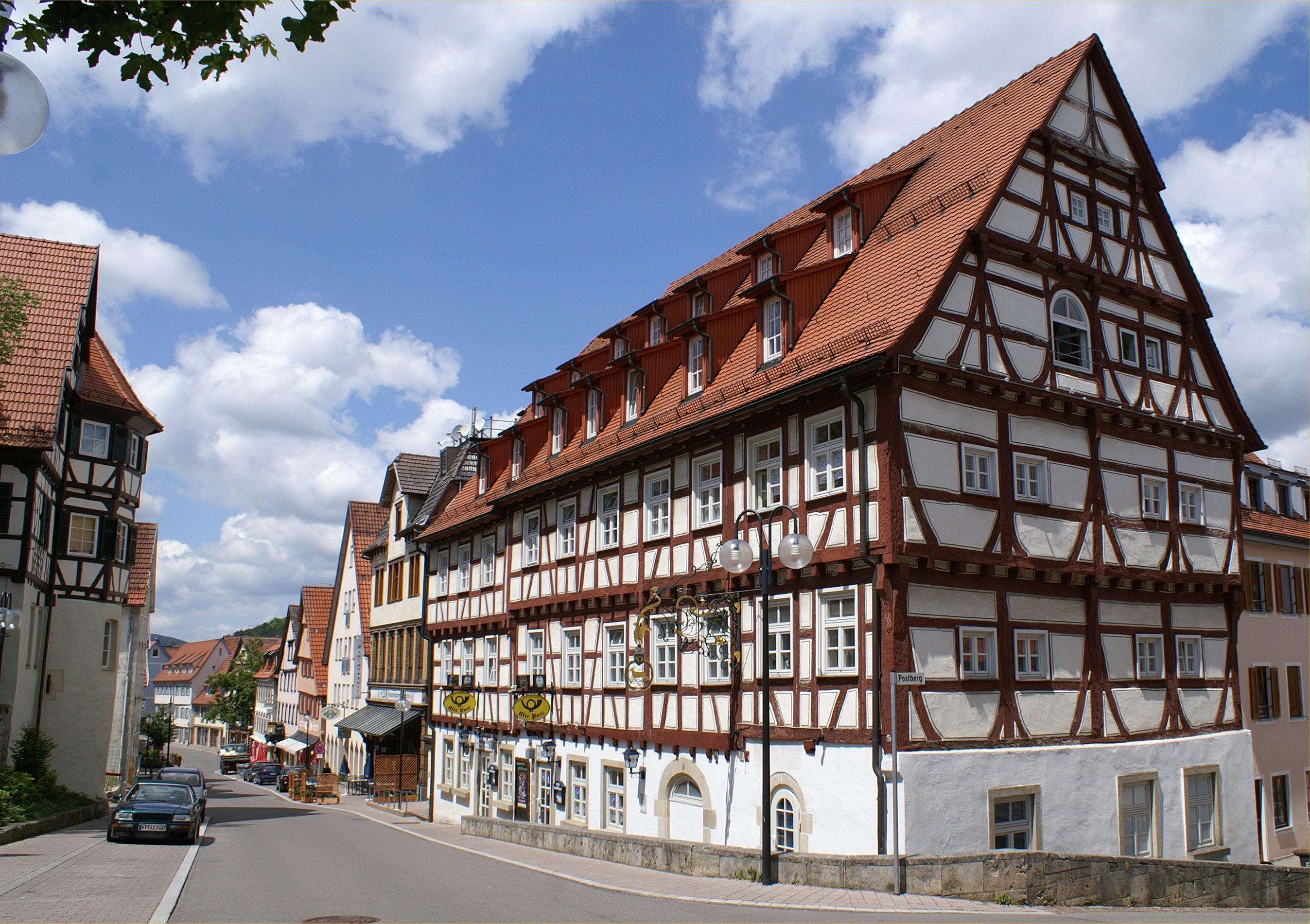
Alte Poststation
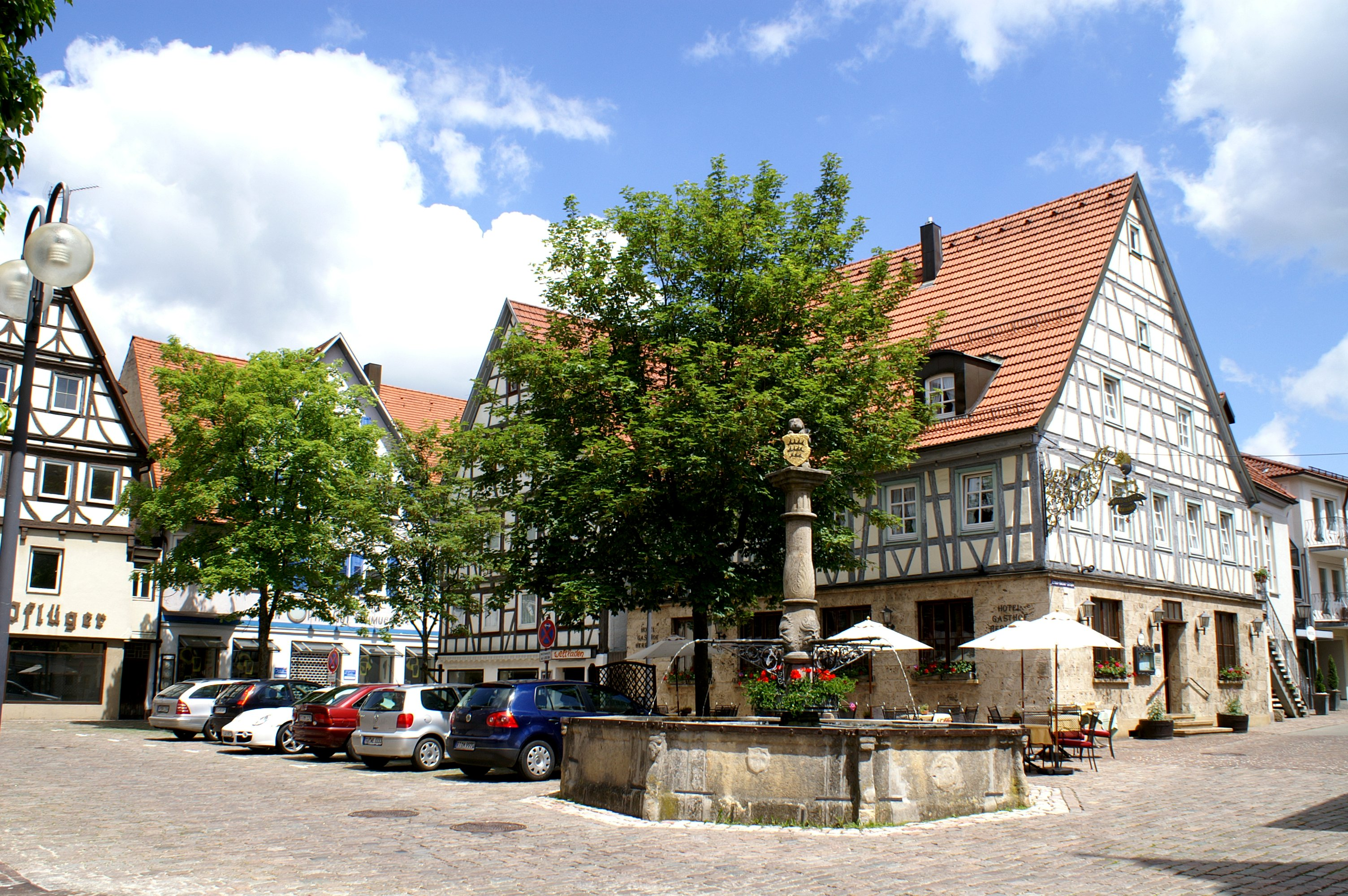
Marktbrunnen
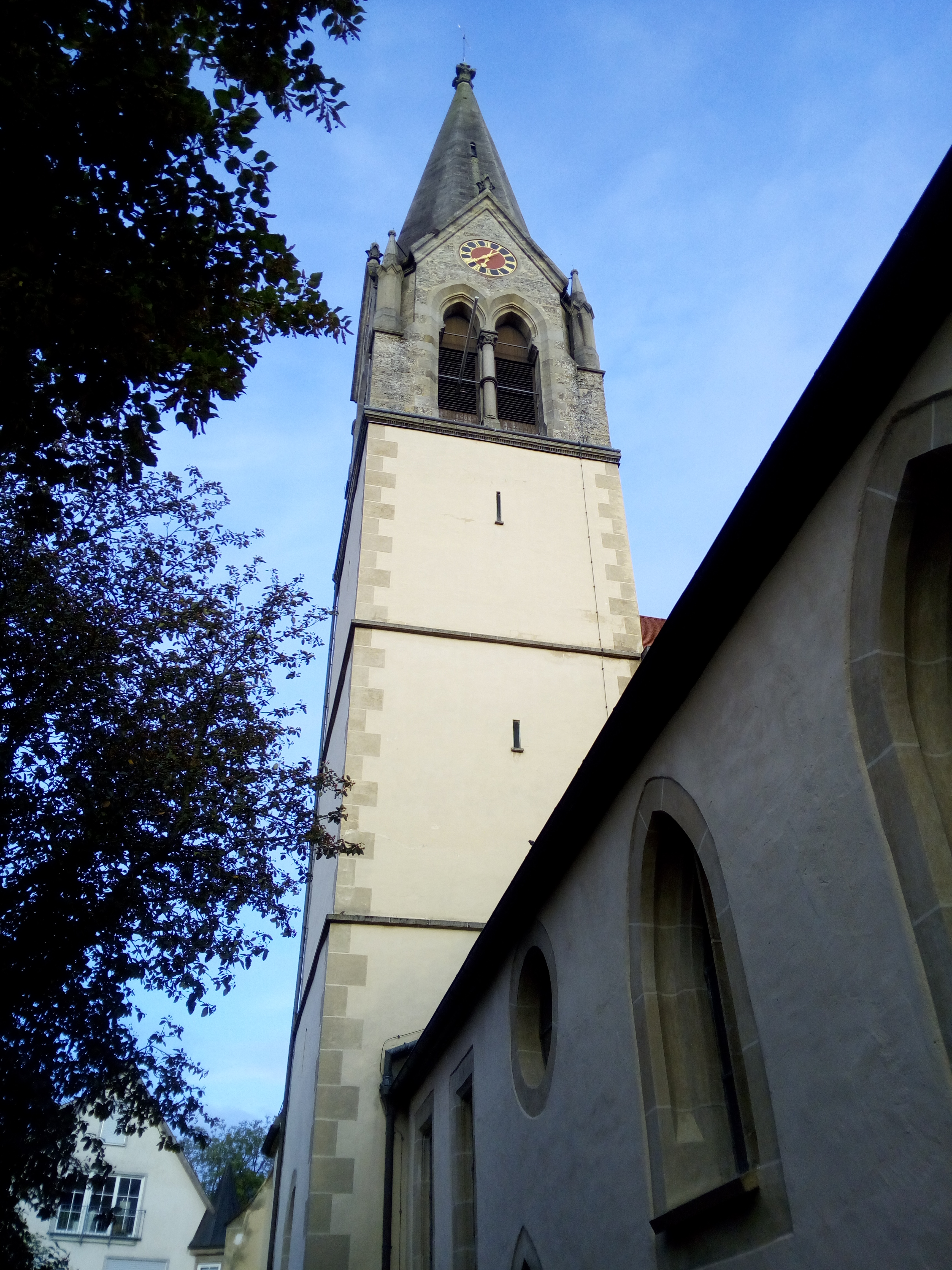
Turm der Martinskirche
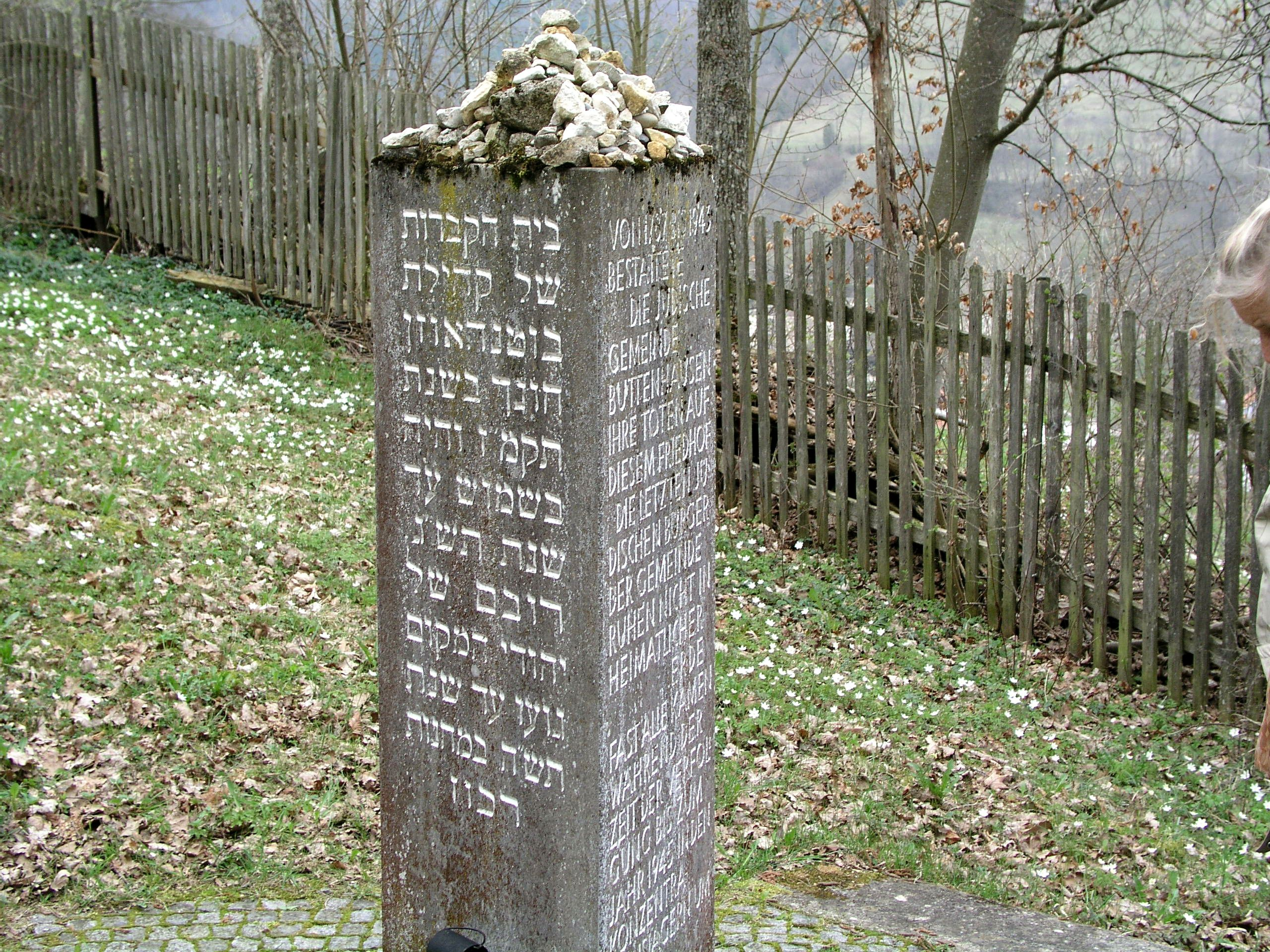
Gedenkstein am Jüdischen Friedhof in Buttenhausen
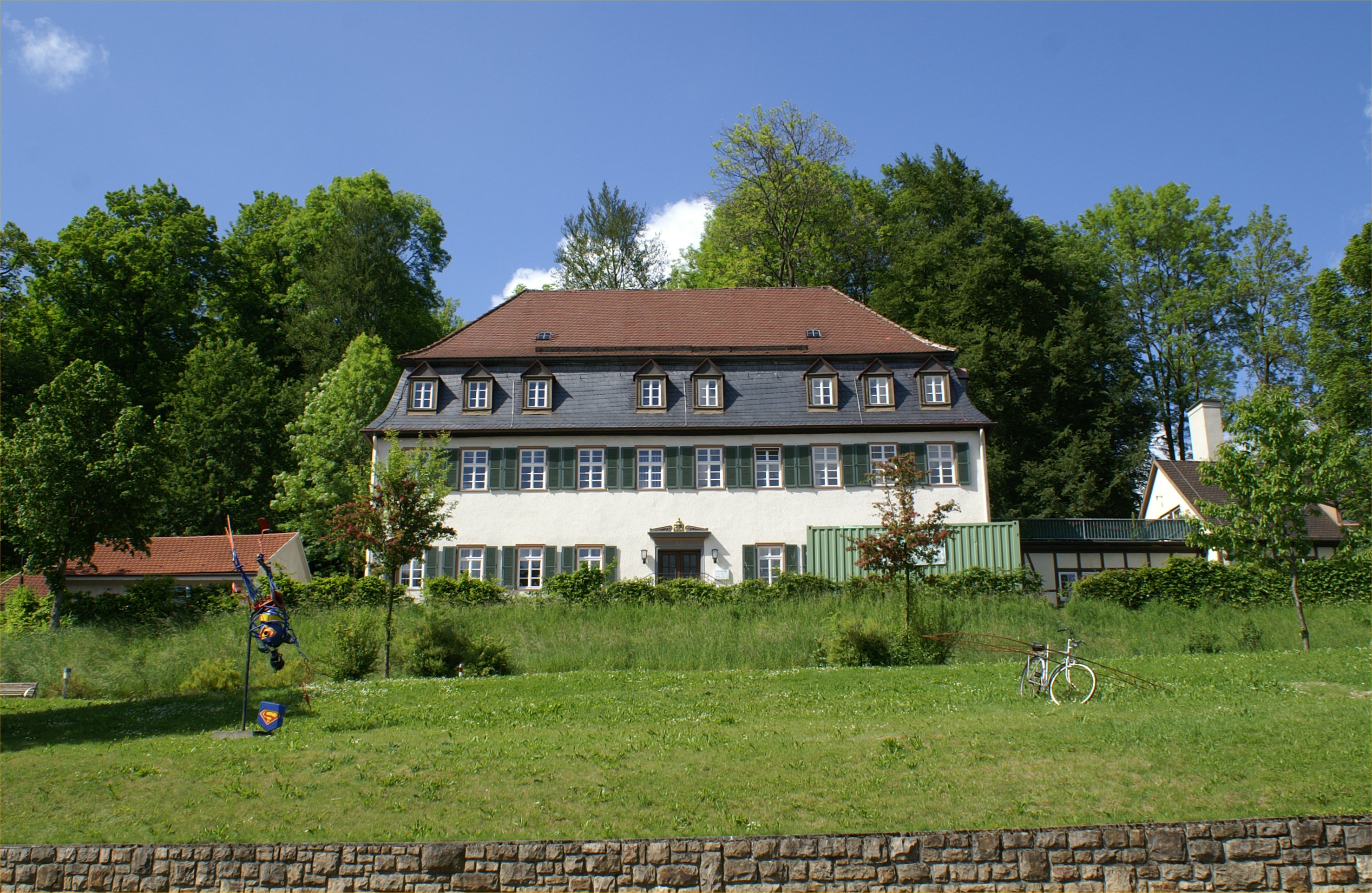
Schloss Buttenhausen
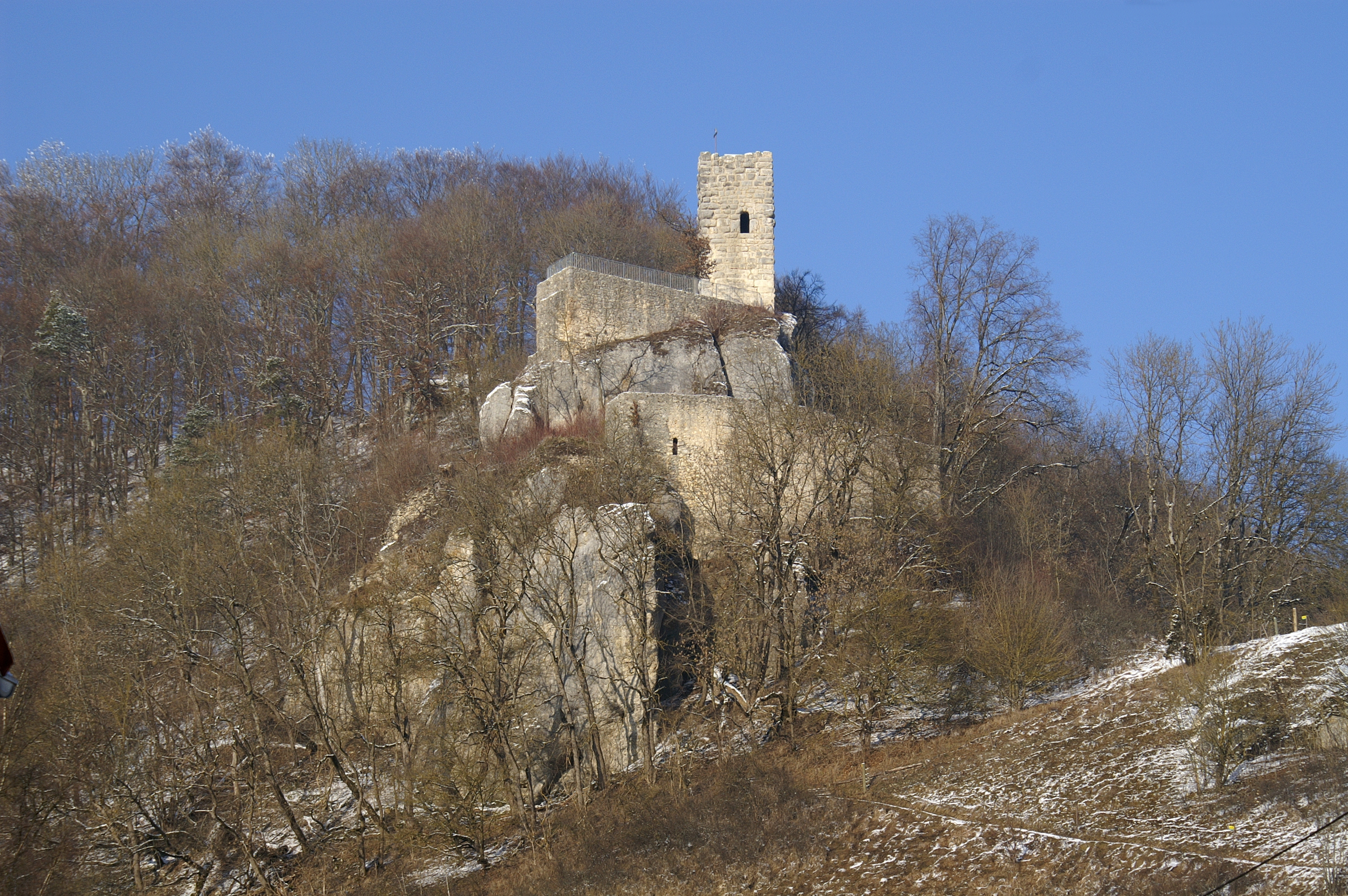
Burg Hohenhundersingen
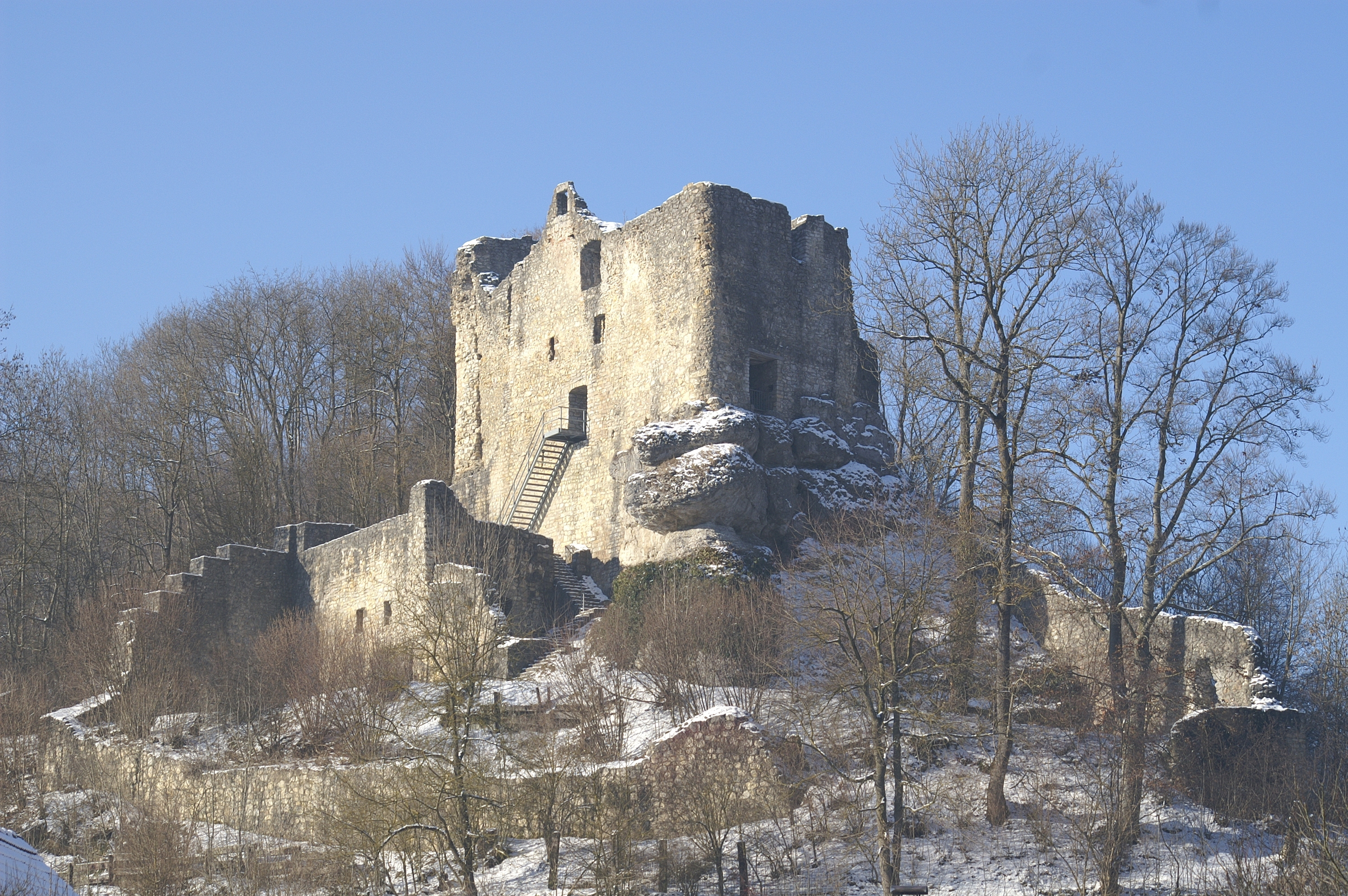
Burg Bichishausen
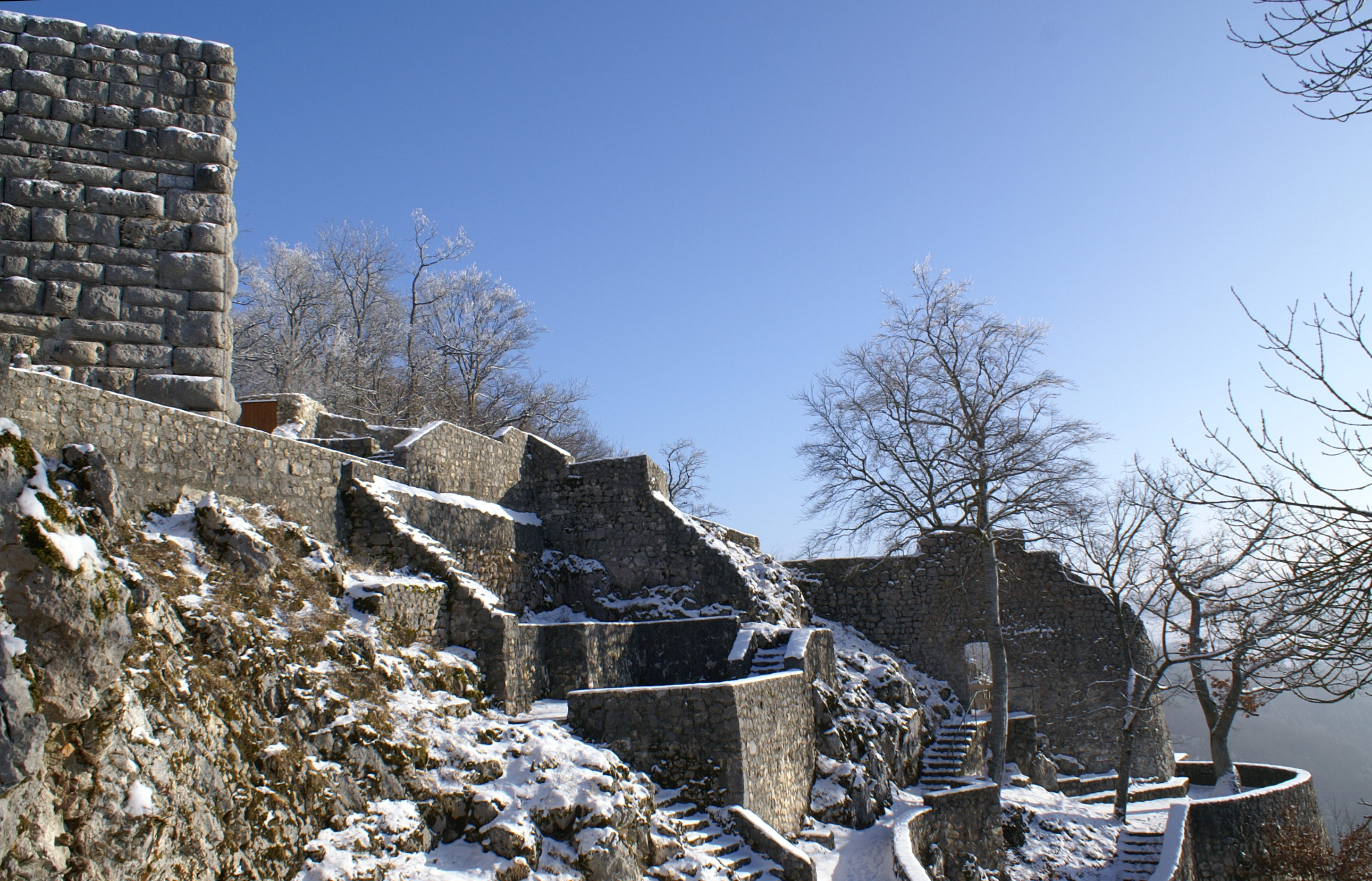
Burg Hohengundelfingen
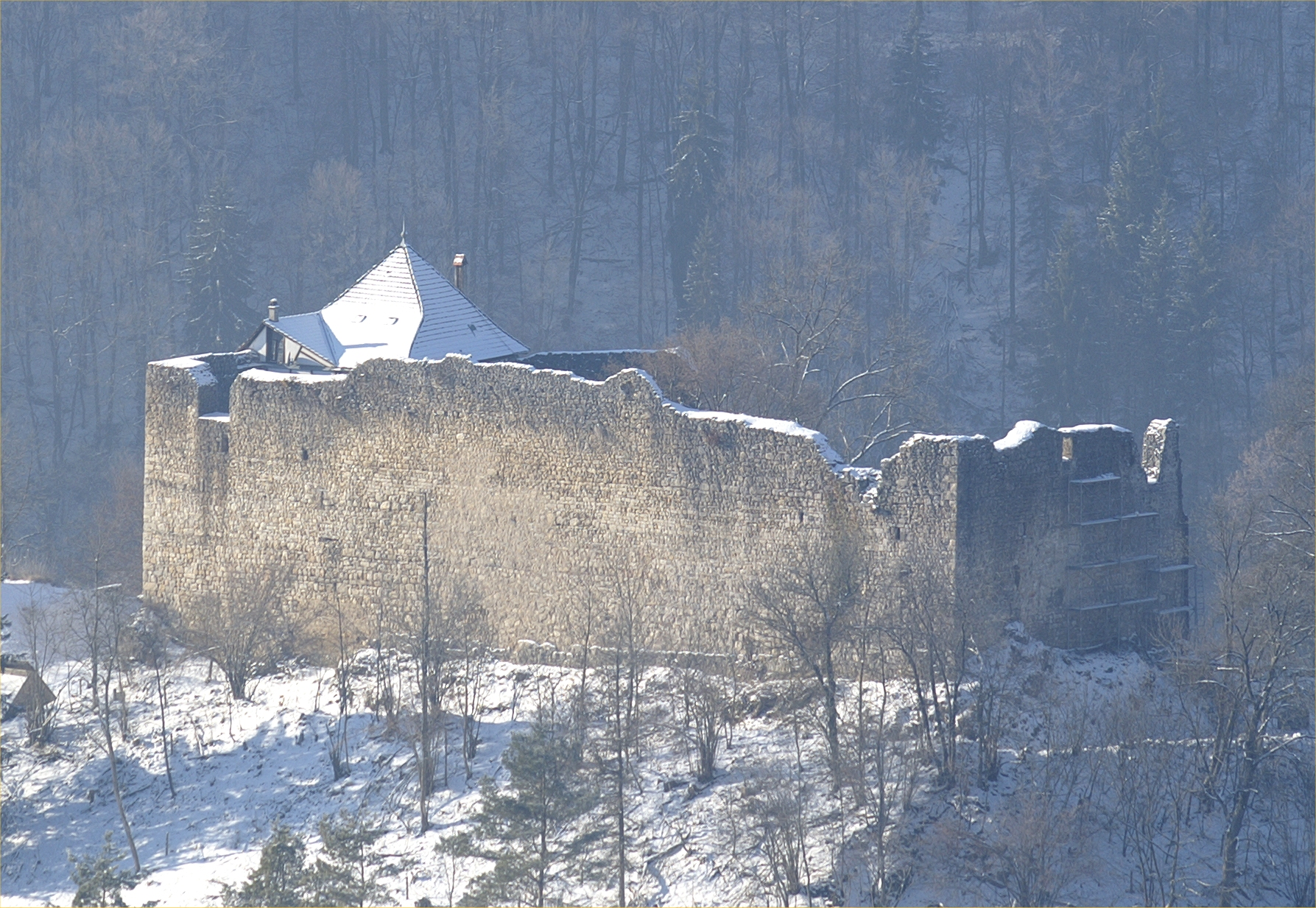
Burg Niedergundelfingen
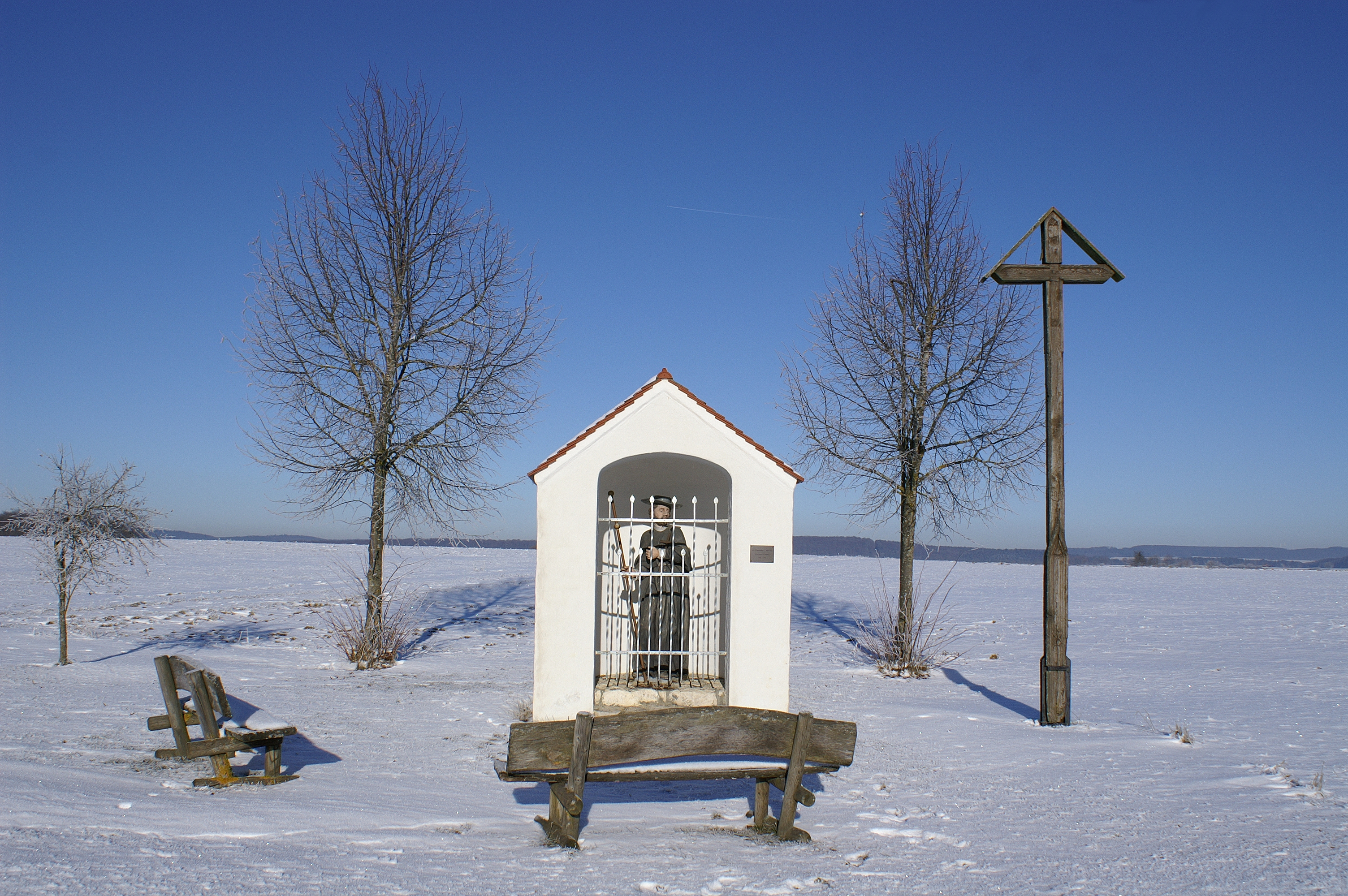
Franziskus-Kapelle Dürrenstetten

### Kirchen
- Apfelstetten: Die Barbarakirche in Apfelstetten wurde im 14. Jahrhundert erbaut und dabei der ältere romanische Chor um 1350 durch einen gotischen Hochchor ersetzt. Bei der Renovierung 1969 bis 1972 wurden noch Reste des romanischen Vorgängerbaus sowie im Chor ein gotischer Freskenzyklus Reichenauer Schule (Passion, Kreuzigung) freigelegt. Das Kirchenschiff zieren eine achteckige Kanzel mit Bauernmalerei und eine Rokoko-Orgel von 1786.
- Auingen: Ursprünglich war Auingen Filiale von Münsingen. 1360 wurde eine Kapelle St. Pankratius geweiht. Sie wurde um 1600 durch einen Neubau ersetzt. 1947 wurde Auingen eigene Pfarrei. Das Langhaus der Pankratiuskirche wurde 1957 durch Architekt Klaus Ehrlich am Turm von 1600 neu errichtet. Der Stuttgarter Künstler Wolf-Dieter Kohler schuf die Farbverglasung im Chor (Lamm als Symbol des Opfertodes Jesu; Himmlisches Jerusalem) und entwarf die schmiedeeiserne Rosette außen über dem Süd-Haupteingang (Pantokrator mit dem Siebengestirn), ausgeführt vom Stuttgarter Kunstschmied Arno Jordan. Den Kruzifixus am über vier Meter hohen Altarkreuz schnitzte der Künstler Emil Jo Homolka aus Königsfeld/Schwarzwald.
- Böttingen: Ursprünglich war Böttingen Filiale von Münsingen. 1496 wurde der Ort eigene Pfarrei. Eine Kapelle St. Petrus wird bereits 1360 erwähnt und 1511 durch einen Neubau ersetzt. Die heutige Petruskirche wurde 1958 anstelle der alten Kirche neu erbaut. Das Altarfenster von 1958 (Auferstehung, Wiederkunft Christi) stammt ebenfalls vom Stuttgarter Glaskünstler Wolf-Dieter Kohler.
- Buttenhausen: Eine Kirche und Pfarrei St. Michael wurde 1275 erstmals erwähnt. 1508 wird auch eine Nikolauskapelle beim Schloss erwähnt. Das Patronatsrecht hatten wechselnde Herrschaften. 1569 wurde die Reformation eingeführt. Die heutige Martinskirche ist ein neugotischer Bau des frühen 19. Jahrhunderts. Dabei wurde der Turm des Vorgängerbaus übernommen. 1965 schuf der Stuttgarter Glaskünstler Adolf Valentin Saile die Glasgemälde im Chor (Gleichnisse nach Lk 10-15,LUT EU: verlorener Sohn, großes Gastmahl, barmherziger Samariter).
- Dottingen: 1360 wurde in Dottingen eine eigene Kapelle erwähnt. Die heutige Kirche in Dottingen wurde 1605 im spätgotischen Stil erbaut.[20] Der Stuttgarter Kunstprofessor Rudolf Yelin d. J. schuf 1956 drei großzügig gestiftete farbverglaste Chorfenster (links: Erschaffung des Menschen, Geburt Jesu, Hirtenverkündigung; Mitte: Kreuzigung, Auferstehung, Evangelistensymbole; rechts: kluge und törichte Jungfrauen).[21]
- Gruorn, das ehemalige Dorf inmitten des inzwischen aufgelassenen Truppenübungsplatzes Münsingen, gehört zwar nur geographisch, bis zu seiner Räumung 1939 jedoch auch kirchlich zum nahegelegenen Münsingen und Trailfingen. Als Gemeindefreies Gebiet ist es seither und auch nach dem Ende des Truppenübungsplatzes und seiner militärischen Nutzung 2005 eine Wüstung ohne Einwohner. Seit 1968 finden dort jährlich zu einigen Festtagen wieder Gottesdienste statt. Das heutige UNESCO-Biosphärengebiet Schwäbische Alb mit Kernzone Gruorn ist wieder zugänglich. Die Stephanuskirche wird 1095 erstmals genannt. Fresken von 1380 (1540 übertüncht) konnten bereits 1903 freigelegt werden. Vor allem die Gestaltung der zehn ausdrucksstarken Kirchenfenster mit Glasgemälden von Ursula Nollau prägt den kargen Kirchenraum.[22][23][24] Besonders das nördliche Chorfenster verdeutlicht die auf Gruorn einwirkenden zeitgeschichtlichen Zusammenhänge mit dem Bibelzitat: Wie liegt die Stadt so wüste, die voll Volks war!. So beginnen die Klagelieder des Jeremia (Klgl 1,1 LUT), in denen die Zerstörung Jerusalems und des Tempels (um 586 v. Chr.) besungen wird. - Der Kreuzkantor Rudolf Mauersberger (1889–1971) komponierte die danach geschaffene Trauermotette unter den Eindrücken der Zerstörung Dresdens im Zweiten Weltkrieg für den Dresdner Kreuzchor, ein à-cappella-Werk, entstanden am Karfreitag und -Samstag, 1945. Darin verarbeitete Mauersberger das ihn bestürzende Erlebnis des brennenden Dresden und der völlig zerstörten Stadt; den Text entnahm er den Klageliedern Jeremias. Uraufführung in der ausgebrannten Kreuzkirchen-Ruine Dresden am 4. August 1945. Gerade auch mit diesen Fenstergestaltungen ist die Stephanuskirche Gruorn ein Mahnmal gegen Krieg und Zerstörung.
- Hundersingen: Eine Kirche und Pfarrei wurde in Hundersingen 1275 erstmals erwähnt. Das Patronat hatten die Ortsherren. Die Reformation wurde durch Württemberg 1534 eingeführt. Die heutige Pfarrkirche ist ein einfacher Saalbau von 1611 mit einer spätbarocken Orgel, Die drei Glaskunstfenster aus den 1980er Jahren mit dem Thema Dreieinigkeit (Vater, Sohn und Heiliger Geist) stammen von der früheren Zwiefalter Künstlerin Ursula Nollau (* 1944), die jetzt in Sachsen lebt.[23]
- Magolsheim: Eine Kirche und Pfarrei St. Dionysius wurde 1275 erstmals erwähnt. Das Patronat wechselte mehrfach mit der Ortsherrschaft. Ein Teil des Ortes war früh württembergisch und wurde 1595 evangelisch, der Rest des Ortes aber, durch den die Grenze zwischen Württemberg und Vorderösterreich verlief, blieb katholisch, sodass es heute dort zwei Kirchen gibt (evangelisch und katholisch). Die alte Kirche in Magolsheim wurde zunächst simultan genutzt, bis sie 1870 einstürzte. An gleicher Stelle wurde vom Münsinger Amtsbaumeister Bosler 1871 die heutige evangelische Kirche im neoromanischen Stil errichtet. Im selben Jahr erbaute sich die katholische Gemeinde eine eigene Kirche, die 1936 durch den heutigen Bau ersetzt wurde und das überkommene Dionysius-Patrozinium fortführt.
- Münsingen: Eine Kirche wurde in Münsingen bereits 804, eine Pfarrei 1228 erwähnt. Das Patronat hatten die Grafen von Urach und dann Württemberg als deren Nachfolger. Die heutige Martinskirche ist ein Bau aus dem 13. Jahrhundert. Das dreischiffige Langhaus mit spätgotischem Chor wurde von Peter von Koblenz, dem Erbauer der Stiftskirche St. Amandus Bad Urach und der Stiftskirche Tübingen, errichtet. Bemerkenswert ist im Chor das Sternrippengewölbe mit feingestalteten Schlusssteinen, die samt weiterer Gewölbemalerei im Jahre 1976 freigelegt und restauriert wurden. Der Turm wurde im Jahr 1887 durch Christian Friedrich von Leins mit einem Glockengeschoss und dem neugotischen achteckigen Steinhelm in den Formen der französischen Hochgotik versehen. Bei der Restaurierung des Schiffes in den Jahren 1983/1984 wurde die Raumfassung aus den Jahren 1557/1558 wiederhergestellt, die eine graue Quadermalerei an den Arkaden und Fenstern sowie eine farbenfrohe Holzleistendecke zeigt und aus dem 17. Jahrhundert stammt. Die teils frühe Ausstattung mit Prinzipalien und Bildhauerarbeiten wurde nach dem Zweiten Weltkrieg durch zwei Künstler mit Farbverglasungen ergänzt. 1960 wurden die Maßwerkfenster im Chor von Wolf-Dieter Kohler gestaltet (links: die Werke der Barmherzigkeit; Mitte: der erhöhte Christus mit Weltgerichts-Szenario; rechts: das Gleichnis von törichten und klugen Jungfrauen) und 1992–1999 die Seitenschiff-Fenster von Ursula Nollau (* 1944) aus Zwiefalten (Südfenster: Taufe und Abendmahl; Nordfenster: Verheißung und Segen).[23] Die Kirche ist heute eine der beiden Dekanatskirchen des Kirchenbezirks Bad Urach-Münsingen.
- Die katholische Christus-König-Kirche wurde 1955 erbaut.

- Rietheim: Rietheim hatte seit 1525 eine Kapelle, die 1768 durch die heutige Kirche ersetzt wurde.
- Trailfingen: Eine Kirche St. Andreas wurde in Trailfingen bereits 770 erwähnt. Sie war Filiale von Seeburg, dann von Gruorn, seit den 1930er Jahren von Münsingen. Die Kirche ist von einer Wehrmauer umgeben. Sie hat einen spätgotischen Chor von 1440, der Turm wurde um 1480 erbaut. Das Schiff wurde 1908 von Martin Elsaesser mit Erweiterung neu erbaut, wobei der Taufstein aus der Frührenaissance (Uracher Schule) wiederverwendet wurde.[25][26] Die zwei Schiff-Fenster (Kreuztragung, Flucht nach Ägypten) und das Emporenfenster (Gethsemane) schuf zur Einweihung die Stuttgarter Künstlerin Käte Schaller-Härlin, von dem Maler Franz Heinrich Gref stammt das Deckengemälde im Langhaus (Heiliger Geist, umgeben von Evangelisten-Symbolen) und sonstige Holzmalereien wie die Kassettendecke in ornamentalem Jugendstil. 1972/73 wurde die Kirche renoviert. Der Innenraum hat weiterhin Jugendstilcharakter. Bis 1939 gehörte die Kirchengemeinde Trailfingen zum Kirchenbezirk Bad Urach. Mit Wirkung vom 1. April 1939 wurde sie in den Kirchenbezirk Münsingen umgegliedert.

### Aussichtstürme
Im Randbereich des ehemaligen Truppenübungsplatzes Münsingen stehen in der Gemarkung des Gutsbezirks Münsingen vier Aussichtstürme des Schwäbischen Albvereins bzw. der Bundesforstverwaltung, die alle frei zugänglich sind.
- Der 42 m hohe Hursch-Turm (Schwäbischer Albverein) steht etwa 1,5 km südwestlich von Römerstein-Zainingen auf dem Hursch und wurde 1981 errichtet.[27]
- Der 20 m hohe Waldgreutturm (Schwäbischer Albverein) steht 2 km südöstlich von Römerstein-Zainingen und wurde 1981 errichtet.[28]
- Der 30 m hohe Heroldstatt-Turm (Schwäbischer Albverein) steht etwa 2 km nordwestlich von Heroldstatt-Ennabeuren[29] und wurde 1981 errichtet.
- Der 8 m hohe Sternenbergturm (Bundesforstverwaltung) steht unweit nordöstlich des Münsinger Stadtteils Böttingen und wurde um 1900 ursprünglich als Windmühle errichtet.[30]

### Museen

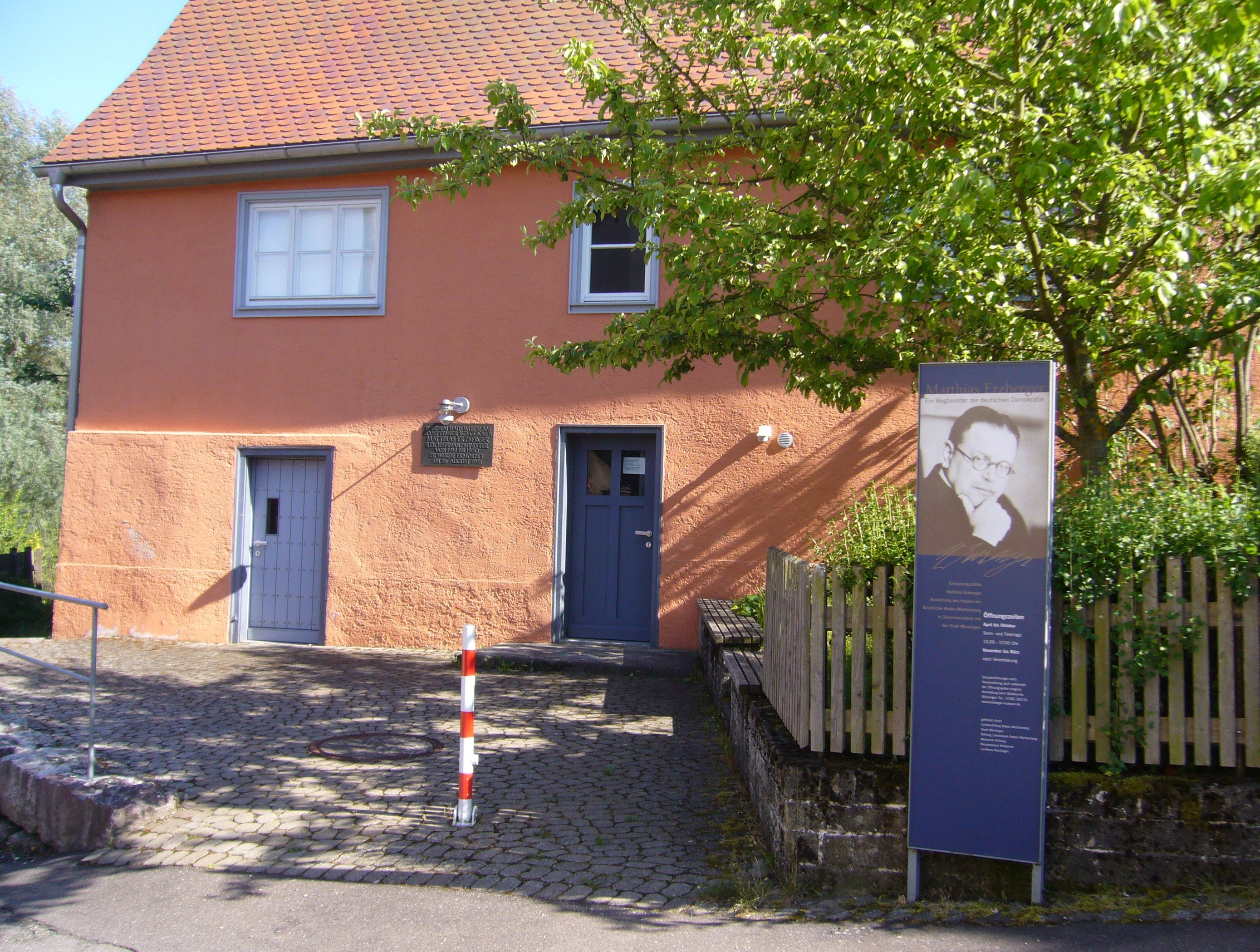
Erinnerungsstätte Matthias Erzberger

Münsinger Museen sind die Erinnerungsstätte Matthias Erzberger, das Jüdische Museum Buttenhausen, die Max-Kommerell-Ausstellung im Bürgerhaus Zehntscheuer, das Heimatmuseum im Alten Schloss, das Museum zum ehemaligen Truppenübungsplatz im Alten Lager bei Auingen und das Museum Anton Geiselhart und das Burgmuseum Gundelfingen.

### Regelmäßige Veranstaltungen

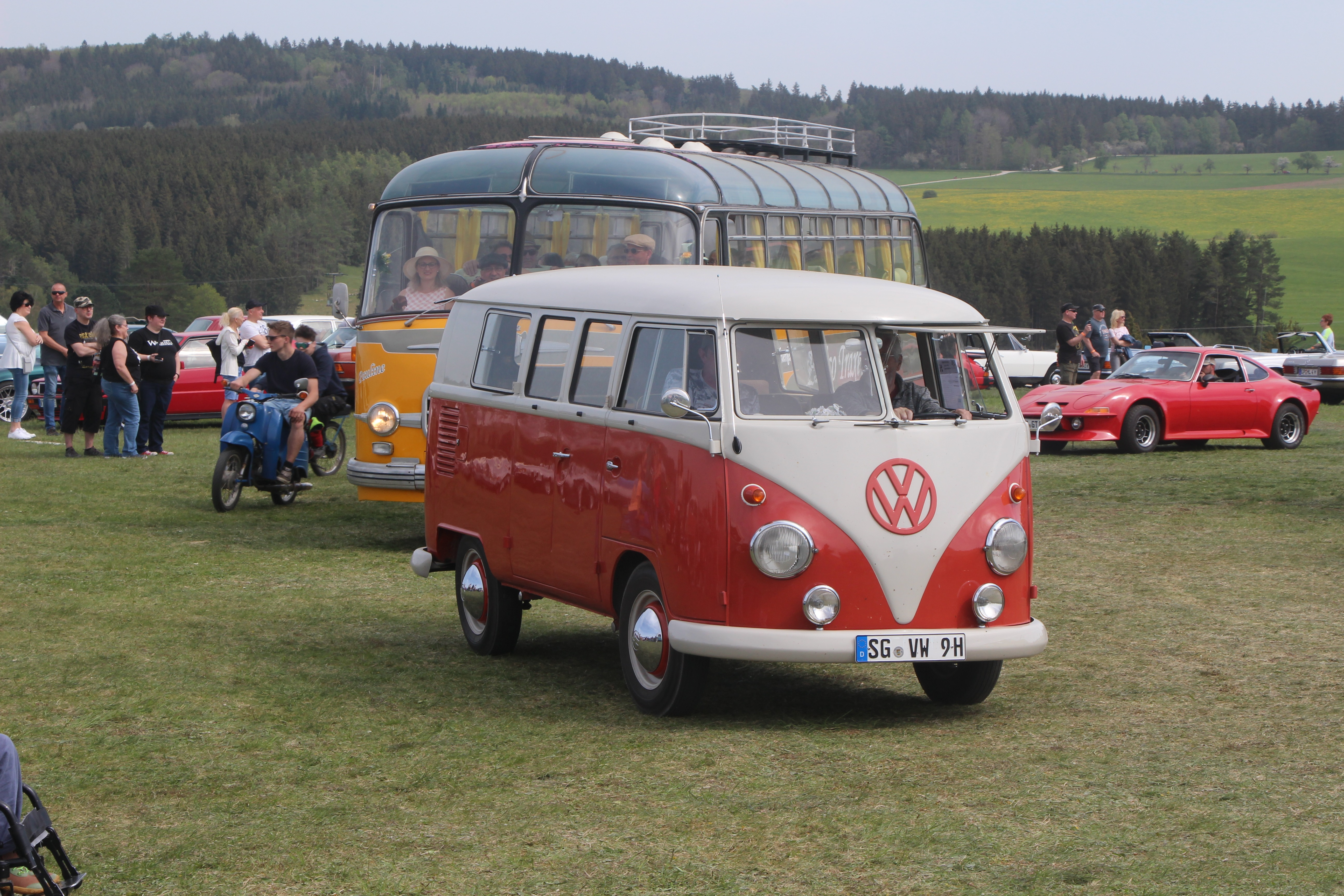
„Corso“ beim Oldtimer- und Dampfmaschinenfest (2024)

- Am 1. Mai findet seit über 30 Jahren regelmäßig das vom Luftsportverein Münsingen veranstaltete, internationale Oldtimer- und Dampfmaschinenfest statt. Jedes Jahr zeigen hier inzwischen über 1000 Aussteller Motorräder, Lanzbulldogs, Dampfmaschinen und Automobile (bis 1999 Oldtimerflugzeuge[31]) und vieles mehr ab Baujahr 1924.[32]
- Jedes Jahr im Sommer findet in den Straßen und Gassen der Altstadt das Stadtfest statt, welches – musikalisch umrahmt – besonders vom Engagement der zahlreichen Münsinger Vereine lebt. 2009 gab es am Stadtfest das Special 1200 Jahre Münsingen; hierbei wurde ein Mittelaltermarkt abgehalten.

### Vereine
- Die Ortsgruppe Gundelfingen des Schwäbischen Albvereins wurde im Jahr 2001 mit der Eichendorff-Plakette ausgezeichnet.[33]
- In Münsingen ist der Luftsportverein Münsingen-Eisberg ansässig. Das Segelfluggelände Münsingen-Eisberg befindet sich etwa 1,5 km westlich des Industriegebiets. Wochenends wird auf dem Fluggelände aktiver Luftsport betrieben. Des Weiteren werden hier flug-, Ultraleicht-, Motorsegler- und Motorflugpiloten ausgebildet.[34]

## Wirtschaft und Infrastruktur

### Ansässige Unternehmen
Die Uralan Kunststoffverarbeitung GmbH befindet sich im Industriegebiet West. Zudem hat die Walter AG sowie die Volksbank Münsingen eG hier einen Sitz, außerdem die Heideker Reisen GmbH und Lautertal Plastic.

### Verkehr

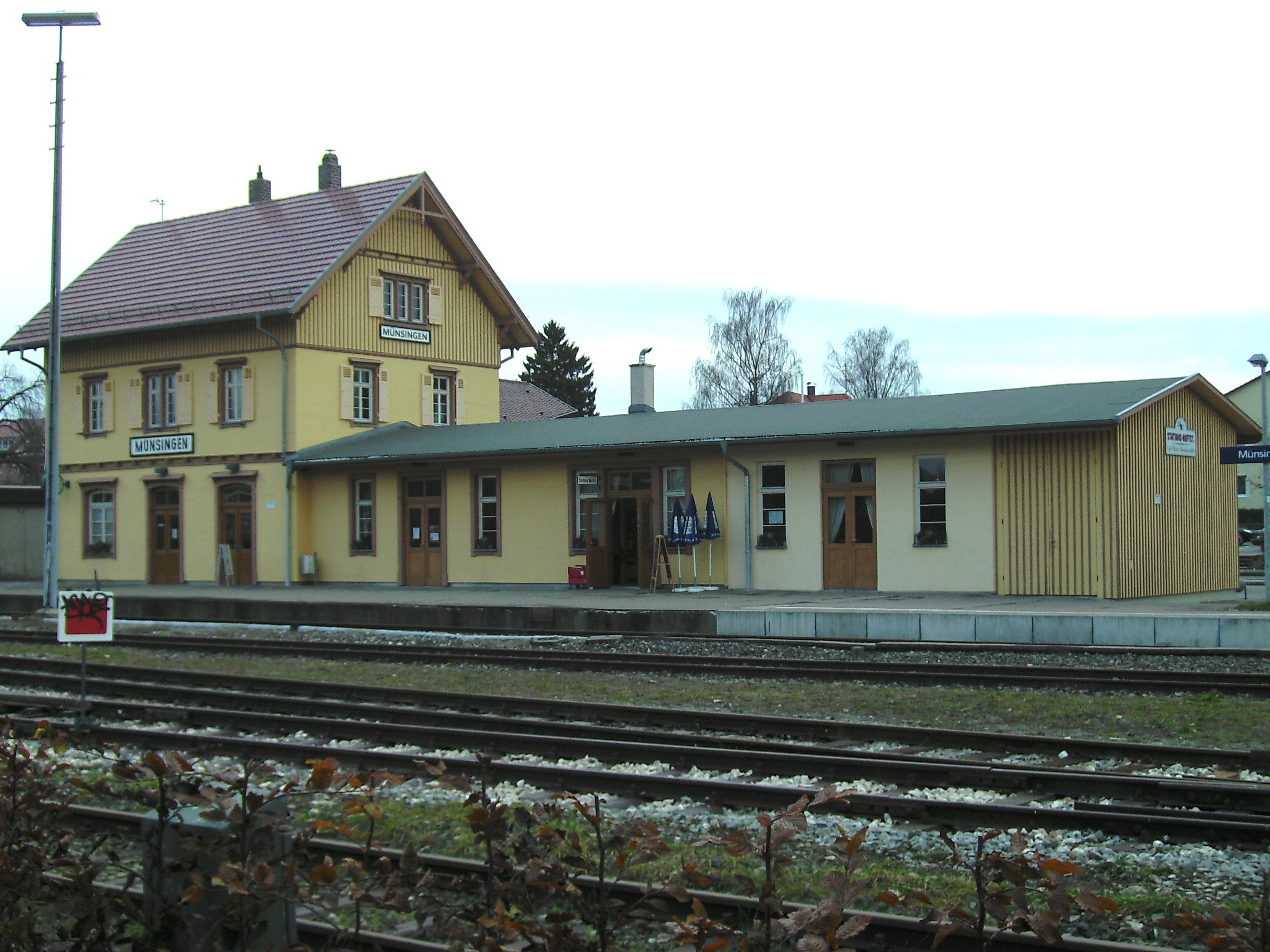
Bahnhof Münsingen

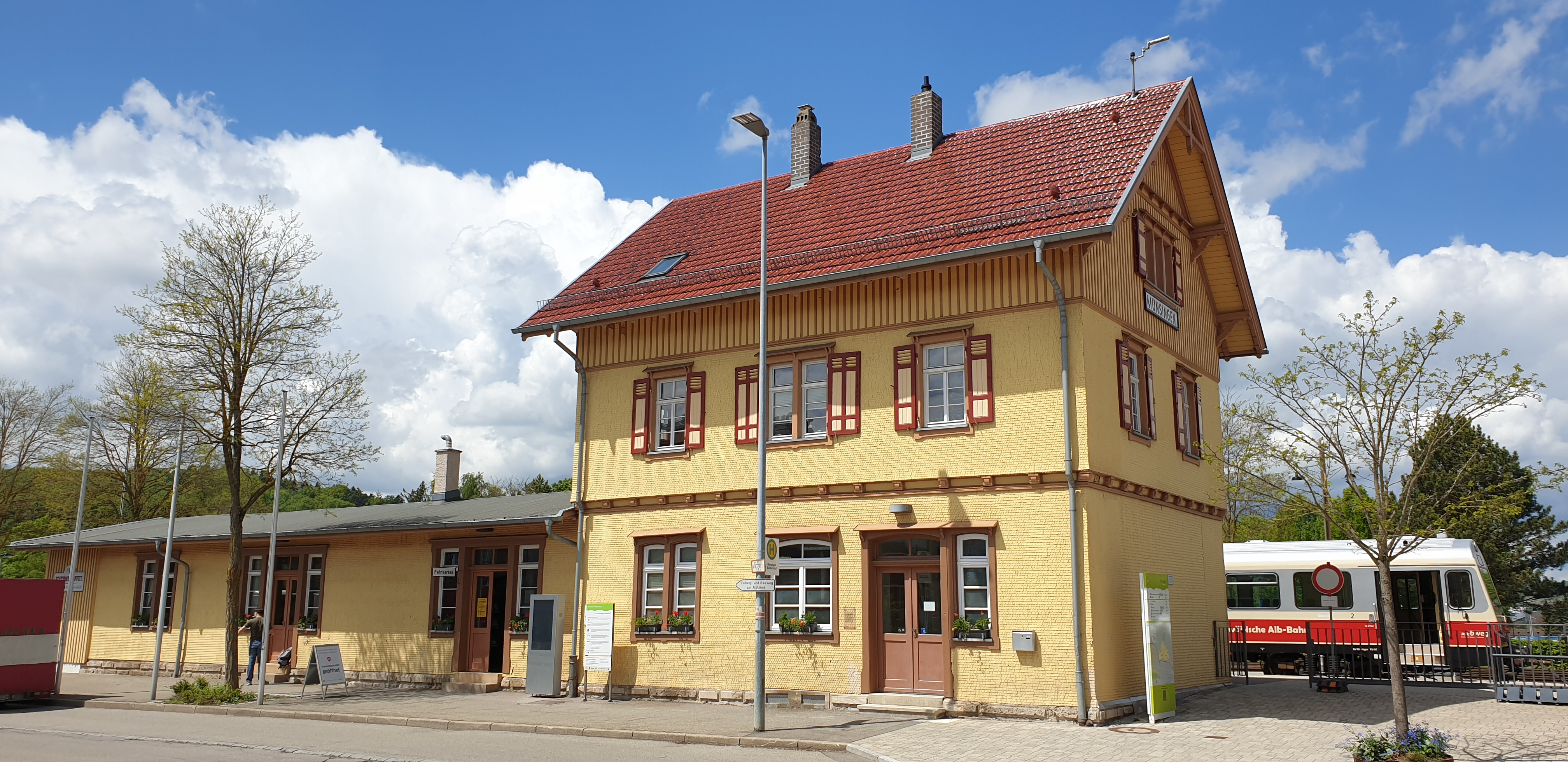
Empfangsgebäude des Bahnhofs Münsingen (Vorplatz-Seite)

Die Bundesstraße 465 führt von Bad Urach kommend durch die Stadt über Ehingen nach Biberach an der Riß. Die Landesstraße 230 durchquert das Stadtgebiet in Ost-West-Richtung und bindet die Region an die Bundesautobahn 8 bei Merklingen an.
Der Öffentliche Nahverkehr wird durch den Verkehrsverbund Neckar-Alb-Donau (NALDO) gewährleistet. Die Gemeinde befindet sich in der Wabe 225. Der Bahnhof Münsingen, als württembergischer Einheitsbahnhof gebaut, liegt an der Bahnstrecke Reutlingen–Schelklingen und wird sonn- und feiertags von Anfang Mai bis Mitte Oktober von Regionalbahnen und Sonderzügen der Schwäbischen Alb-Bahn angefahren, um vor allem Wanderer und Ausflügler zu befördern. Außerdem fahren das ganze Jahr über wochentags einige Regionalbahnen in Richtung Ulm oder Gomadingen.
Seit Anfang 2008 gehört Münsingen mit einem Übergangstarif auch zum Donau-Iller-Nahverkehrsverbund (DING).
Über eine Alltagsradroute aus dem Radnetz Baden-Württemberg ist Münsingen über Gomadingen und Engstingen mit Reutlingen und in der andern Richtung über den Stadtteil Bremelau mit Ehingen an der Donau verbunden. Der Schwäbische-Alb-Radweg führt als Fernradweg durch Münsingen; er führt vom Bodensee nach Donauwörth und verläuft dabei von Gomadingen durch das Große Lautertal in den Stadtteil Buttenhausen. Von hier führt er nach Münsingen und weiter nach Bad Urach.
Vier Kilometer westlich befindet sich der Flugplatz Münsingen-Eisberg mit einer 475 Meter langen Graspiste. Weiterhin befindet sich 2,2 km östlich der Dorfmitte des Ortsteils Magolsheim das Ultraleichtfluggelände Magolsheim.

### Medien
Die Tageszeitung Alb-Bote, die zur Südwest Presse in Ulm gehört, berichtet täglich über das Geschehen in und um Münsingen. Auch der Reutlinger Generalanzeiger ist für Münsingen vertreten.
Zudem werden über wichtige Ereignisse bei dem Lokalfernsehen RTF.1 berichtet.

### Gericht
Münsingen verfügt über ein Amtsgericht, das zum Landgerichtsbezirk Tübingen und Oberlandesgerichtsbezirk Stuttgart gehört.
Das Münsinger Amtsgericht geriet in den 1980er Jahren durch eine sich über Jahre hinziehende Prozesswelle mit etwa 300 Nötigungsverfahren gegen Aktivisten der Friedensbewegung in die Schlagzeilen auch überregionaler Medien. Unter ihnen war auch der im Stadtteil Hundersingen geborene und 1997 als Münsinger Bürgermeisterkandidat antretende Liedermacher Thomas Felder. Die angeklagten Teilnehmer einer 1982 durchgeführten einwöchigen Sitzblockade des Atomwaffenlagers Golf bei der damaligen Eberhard-Finckh-Kaserne in Großengstingen wurden zu Geldstrafen verurteilt. Die Urteile mussten nach einem Bundesverfassungsgerichtsurteil von 1995 aufgehoben werden, da sie dem Bestimmtheitsgrundsatz des Grundgesetzes widersprachen.

### Bildung
Mit dem Gymnasium Münsingen, der Gustav-Mesmer-Realschule, der Gemeinschaftsschule mit Werkrealschule Schillerschule, der Grundschule Grundschule am Hardt im Ortsteil Auingen, der Grundschule Dottingen, der Grundschule Lautertalschule und der Grundschule Astrid-Lindgren-Schule sind alle allgemeinbildenden Schulformen in der Stadt vertreten.
Daneben gibt es mit der Gustav-Heinemann-Schule (Förderschule), der Erich-Kästner-Schule (Sprachheilschule), der Karl-Georg-Haldenwang-Schule für Geistigbehinderte und der Außenstelle der Körperbehindertenschule Mössingen auch vier Sonderschulen.
Ergänzt wird das Angebot durch die Berufliche Schule Münsingen.
Für die jüngsten Einwohner gibt es neun städtische, vier evangelische, eine römisch-katholische und eine integrative Kindertagesstätten sowie insgesamt acht Kleinkinderstuben.

## Persönlichkeiten

### Söhne und Töchter der Stadt
- 1397, Heinrich Münsinger, † ca. 1476 in Heidelberg, Arzt, Absolvent der Universität Padua, Leibarzt des Kurfürsten Ludwigs III
- 1559, 4. November, Sebastian Bloss, † 4. März 1627 in Sulz am Neckar, Mediziner
- 1561, Jacob Lorhard, † 19. Mai 1609, Pädagoge und Philosoph
- 1594, 31. Januar, Martin Neuffer, † 26. Juli 1638 in Tübingen, Jurist
- 1782, 16. September, Johannes von Werner, † 5. September 1849 in Reutlingen, Finanzkammerpräsident, württembergischer Landtagsabgeordneter
- 1783, 28. Mai, Karl Krehl, † 2. Juli 1824 in Tübingen, Rechtswissenschaftler und Hochschullehrer
- 1827, 8. Juli, John Scholl, † 26. Februar 1916 in Abbott Township, Potter County, Pennsylvania, Deutsch-Amerikanischer Bildschnitzer
- 1841, 27. Dezember, Lehmann Bernheimer, geboren in Buttenhausen, † 29. Mai 1918 in München, Kaufmann und Mäzen
- 1855, 18. Juni, Max Rosengart, geboren in Hundersingen, † 19. Mai 1943 in Stockholm, Rechtsanwalt, Ehrenbürger von Heilbronn sowie langjähriger Vorsitzender der Süddeutschen Volkspartei
- 1869, 11. Januar, Theodor Ehemann, † 31. Juli 1943 in Schwäbisch Gmünd, württembergischer Oberamtmann
- 1870, 6. Mai, Leopold Levi, geboren in Buttenhausen, † 2. August 1968 in New York City, US-amerikanischer Fabrikant
- 1875, 20. September, Matthias Erzberger, geboren in Buttenhausen, † 26. August 1921 in Bad Griesbach im Schwarzwald, von der rechten Organisation Consul ermordeter Zentrumspolitiker und Finanzminister der Weimarer Republik
- 1876, 4. Januar (oder 1879), Theodor Rothschild, geboren in Buttenhausen, † 11. Juli 1944 in Theresienstadt, Reformpädagoge und langjähriger Leiter des jüdischen Waisenhauses in Esslingen am Neckar, Opfer der Shoah
- 1879, 26. Mai, Gertrud Eberz-Alber, † 2. Januar 1955 in Stuttgart, Malerin
- 1880, 7. Oktober, Carl Stein, † 25. Juli 1957, Politiker (FDP), Bürgermeister von Itzehoe
- 1880, 6. Dezember, Johannes Fischer, † 9. Mai 1942 in Stuttgart, Politiker (DDP, Deutsche Staatspartei), Abgeordneter im württembergischen Landtag und Journalist
- 1883, 22. Mai, Erwin Nestle, † 21. November 1972 in Ulm, Theologe und Altphilologe
- 1883, 2. August, Alex Haffner, † 2. Juli 1969 in Stuttgart, Manager und Politiker (CDU)
- 1890, 25. Januar, Karl Adler, geboren in Buttenhausen, † 10. Juli 1973 in Leonia, deutsch-jüdischer Musikwissenschaftler und Musikprofessor
- 1897, 15. September, Theodor Schenk, † 18. Juni 1945 in Schorndorf, württembergischer Landrat
- 1902, 25. Februar, Max Kommerell, † 25. Juli 1944 in Marburg, Literaturwissenschaftler und Dichter
- 1923, 19. Juni, Konrad Walter, geboren in Bichishausen, † 20. September 2018 in Jacarezinho, katholischer Ordensgeistlicher, Bischof von Jacarezinho in Brasilien
- 1925, 10. Oktober, Elisabeth Bieneck-Roos, † 25. Februar 2017 in Mannheim, Malerin
- 1925, 29. November, Rul Bückle, geboren in Dottingen, † 12. Juni 2005 in Stuttgart, Luftfahrt-Pionier, Jagdflieger und Gründer der Südflug International
- 1926, 25. Februar, Hannes Reiber, † 9. April 1998 in Kornwestheim, Sportpädagoge und Politiker (CDU)
- 1929, 28. Februar, Friedrich Mildenberger, † 24. März 2012 in Erlangen, evangelisch-lutherischer Theologe und Professor für Systematische Theologie
- 1938, 23. Januar, Hans-Ulrich Spohn, Diplomat
- 1941, 24. Juli, Paul Münch, geboren in Bichishausen, Hochschullehrer und Historiker
- 1943, 8. August, Manfred Paulus, Kriminalhauptkommissar
- 1943, 21. November, Wolfgang Stock, † 10. April 2012 in München, Chirurg
- 1947, 25. November, Gernot Göz, Kieferorthopäde, Mund-Kiefer-Gesichtschirurg und Hochschullehrer
- 1952, 18. September, Heinz Seiffert, Politiker, ehemaliger Bundestagsabgeordneter (CDU), 2005 bis 2016 Landrat des Alb-Donau-Kreises
- 1953, 19. März in Hundersingen, Thomas Felder, Mundart-Dichter und Liedermacher
- 1954, 20. Februar, Georg Fundel, Geschäftsführer der Flughafen Stuttgart GmbH
- 1959, 22. März, Manfred Efinger, Wissenschaftsmanager und Politologe
- 1964, 7. Februar, Jürgen Haas, Regisseur
- 1970, 20. November, Gabriele Rauscher, Freestyle-Skierin
- 1975, 8. März, Andreas Glück, Landtags- und Europaabgeordneter (FDP) und Chirurg
- 1977, 2. September, Richard Sigel, Landrat des Rems-Murr-Kreises
- 1978, 29. Juni, Dirk Schrade, Vielseitigkeitsreiter und Olympiasieger
- 1995, 10. Juli, Pia Fink , Skilangläuferin
- 1997, 10. April, Moritz Hübner, Basketballspieler
- 2002, 1. Januar, David Hummel, Fußballspieler

### Persönlichkeiten, die vor Ort wirken oder gewirkt haben
- Josef Clapier, Waldenser mit französischer Muttersprache, Schäfer, Pionier der Feinwollschafzucht 1786 in Württemberg[39]
- Johann Caspar Bagnato (1696–1757), Baumeister des Barock
- Meier Bernheimer (1801–1870) aus Buttenhausen, Tuchhändler, Gründervater der Münchener Firma Bernheimer für Stoffe, Möbelstoffe und Teppiche, später Kunsthändler
- Sixt Carl von Kapff (1805–1879) evangelischer Theologe und Pietist, Dekan in Münsingen (1843–1847)
- Jakob Stern (1843–1911), Rabbiner, Journalist und sozialistischer Schriftsteller, war von 1875 bis 1880 Rabbiner in Buttenhausen
- Naphtali Berlinger (1876–1943), Lehrer und Rabbiner in Buttenhausen
- Friedrich Mayer (1881–1946), Lehrer und Autor pietistischer Schriften
- Erwin Rommel (1891–1944), Heeresoffizier und späterer Generalfeldmarschall war 1915 in der Herzog-Albrecht-Kaserne Kompanie- und Kampfgruppenführer
- Gustav Mesmer (1903–1994), Flugfahrradbauer und Künstler; starb in der Diakonie in Buttenhausen
- Walter Ott (1928–2014), Heimatforscher
- Erich Hoerz (1929–2008), Erfinder, Pädagoge und Philosoph
- Fritz Genkinger (1934–2017), Künstler; lebte und arbeitete ab 1995 in Böttingen
- Hermann Wenzel (* 1938), Rektor der Pädagogischen Hochschule Reutlingen, langjähriger Stadtrat
- Horst Glück (1940–2004), in Münsingen gestorben, Landtagsabgeordneter (FDP) und Chirurg
- Gunter Haug (* 1955), Schriftsteller
- Martin Pöt Stoldt (1963–2023), Sachbuchautor